# Tecolotes de Dos Laredos
Para el equipo que participó en la Liga del Norte de Coahuila, véase Tecos de Nuevo Laredo.
Los Tecolotes de los Dos Laredos es un equipo de béisbol méxico-estadounidense que participa en la Liga Mexicana de Béisbol con sede en las ciudades de Nuevo Laredo, Tamaulipas, México; y Laredo, Texas, Estados Unidos. 
Los Tecolotes son un equipo de béisbol binacional que divide sus partidos en casa entre México y Estados Unidos. En México juegan en el Parque la Junta, mientras que en Estados Unidos lo hacen en el Uni-Trade Stadium. Es el único equipo de la Liga Mexicana que juega fuera de México.
Los Tecolotes compiten en la LMB como club miembro de la Zona Norte. Fundado en 1940 como La Junta de Nuevo Laredo para posteriormente ser llamado Tecolotes de Nuevo Laredo en 1949. Finalmente a partir de 1985 son llamados Tecolotes de los Dos Laredos. 
El equipo ha ganado 5 campeonatos de liga (1953-1954-1958-1977-1989), empatado en quinto lugar con Leones de Yucatán y Pericos de Puebla entre todos los equipos de la LMB. Siendo superado por Diablos Rojos del México con 17, Tigres de Quintana Roo con 12, Sultanes de Monterrey con 10 y El Águila de Veracruz con 6.

## Historia

### Primera Etapa (1940): La Junta de Nuevo Laredo
Logros del equipo:
- Ninguno

Logros Individuales:
- 1940 Campeonato de Ponches (Edward Porter, 232)

El equipo de Nuevo Laredo debutó en la Liga Mexicana de Béisbol en 1940 bajo el nombre de La Junta de Nuevo Laredo. El nombre se debía a la Junta Federal de Mejoras Materiales que auspiciaba al equipo, cuyo establecimiento en Nuevo Laredo fue en 1924, y era la encargada de las edificaciones públicas de la ciudad. El sábado 30 de marzo de 1940, el equipo hacía su presentación formal en el béisbol de verano de nuestro país visitando en el Estadio de la Revolución a Unión Laguna. El resultado fue adverso, favoreciendo a los locales 6 a 5 en 11 innings (entradas).Robert Williams fue el pitcher ganador por Torreón mientras que el pitcher derrotado fue Edward "Pullman" Porter. Los mánagers fueron "Matanzas" Valdez por Torreón y James Dunn por La Junta, quien también jugaba la tercera base y solo duró dos meses siendo sustituido por el de Laredo, Texas, Pedro Pappas y finalizó la temporada Stanley Pintorrell, quien también jugaba la segunda base.
| Primer line up                                                                          | Primer line up | Primer line up    |
| --------------------------------------------------------------------------------------- | -------------- | ----------------- |
| 1.                                                                                      | SS             | Alfredo González  |
| 2.                                                                                      | 1B             | Santiago Durán    |
| 3.                                                                                      | 2B             | Stanley Pintorell |
| 4.                                                                                      | 3B             | James Dunn        |
| 5.                                                                                      | JI             | Emigdio Zubia     |
| 6.                                                                                      | JC             | Heriberto Ramírez |
| 7.                                                                                      | JD             | Ernesto Garza     |
| 8.                                                                                      | C              | Lloyd Bassett     |
| 9.                                                                                      | P              | Edward Porter     |
| Sábado 30 de marzo de 1940 Estadio de la Revolución Nuevo Laredo 5-6 Torreón 11 innings |                |                   |

El debut del equipo de casa en Nuevo Laredo fue el jueves 4 de abril de 1940, ahí La Junta ganó a los Gallos de Santa Rosa 4 carreras por 3. El pitcher que salió con la victoria fue Robert Smith y perdió Terry Mcduffy. La duración del juego fue de 2 horas con 20 minutos.
Con .354 de average, Willard Brown resultó ser el mejor bateador de los fronterizos y en la serpentina Edward Porter alcanzó 21 triunfos y tuvo 14 reveses en 42 apariciones con 3.34 de PCLA.Cabe destacar que Edward Porter fue campeón de ponches de la LMB con 232 ese año.Los resultados en esta temporada debutante no favorecieron al equipo donde terminaron en penúltimo lugar al ganar 30 juegos y perder 48, siendo esta la única temporada que jugarían. 
| 1940 | 1940 | 1940 | 1940 | 1940  | 1940 |
| Club | JJ   | G    | P    | PCT   | JV   |
| --- | ---- | ---- | ---- | ----- | ---- |
| Azules Veracruz | 91   | 61   | 30   | 0.670 | —    |
| México | 95   | 57   | 38   | 0.600 | 6.0  |
| Monterrey | 93   | 52   | 41   | 0.559 | 10.0 |
| Tampico | 87   | 46   | 41   | 0.529 | 13.0 |
| Torreón | 86   | 45   | 41   | 0.523 | 13.5 |
| Nuevo Laredo | 78   | 30   | 48   | 0.385 | 24.5 |
| (*) Chihuahua | 81   | 14   | 67   | 0.173 | 42.0 |
| (*) Adquirió la franquicia de Gallos de Santa Rosa, Veracruz |      |      |      |       |      |
| Los equipos Tampico, Águila, Córdoba, Agrario, Comintra y Puebla abandonaron la Liga Mexicana para integrar la Liga Cismática. Después de ganar 33 partidos y perder 21, los Alijadores de Tampico solicitaron su reingreso a la Liga Mexicana. Fueron aceptados con el mismo récord, caso único en la historia del circuito de verano. |      |      |      |       |      |
| Mánager campeón: Jorge Pasquel Casanueva |      |      |      |       |      |

### Segunda Etapa (1944-1946): Subcampeonato LMB 1945
Logros del equipo:
- 1945 Subcampeonato LMB

Logros Individuales:
- 1945 Campeonato de Carreras Anotadas (Agustín "Pijini" Bejerano, 87)
- 1945 Campeonato de Porcentaje de Juegos Ganados y Perdidos (Juan Guerrero, 0.846 11G-2P)
- 1945 Campeonato de Efectividad (Juan Guerrero, 2.87)
- 1945 Campeonato de Ponches (Agapito Mayor, 156)
- 1945 Campeonato de Juegos Ganados (Agapito Mayor, 23)
- 1946 Campeonato de Juegos Ganados (Agapito Mayor, 20)
- 1946 Campeonato de Bases Robadas (Agustín "Pijini" Bejerano, 47)

La Junta de Nuevo Laredo regresa para la temporada de 1944 y se mantuvo en la liga durante 3 años en donde tuvieron mejores resultados.  Destacando el subcampeonato de liga de 1945 donde terminaron en segundo lugar con 48 ganados y 42 perdidos, detrás del equipo campeón Alijadores de Tampico. Esa temporada el mánager fue Félix Arguelles.
| Subcampeonato de 1945            | Subcampeonato de 1945 | Subcampeonato de 1945 | Subcampeonato de 1945 | Subcampeonato de 1945 | Subcampeonato de 1945 |
| Club                             | JJ                    | G                     | P                     | PCT                   | JV                    |
| -------------------------------- | --------------------- | --------------------- | --------------------- | --------------------- | --------------------- |
| Tampico                          | 90                    | 52                    | 38                    | 0.578                 | —                     |
| Nuevo Laredo                     | 90                    | 48                    | 42                    | 0.533                 | 4.0                   |
| Monterrey                        | 90                    | 48                    | 42                    | 0.533                 | 4.0                   |
| México                           | 90                    | 44                    | 46                    | 0.498                 | 8.0                   |
| Azules Veracruz                  | 90                    | 42                    | 48                    | 0.467                 | 10.0                  |
| Puebla                           | 90                    | 36                    | 54                    | 0.400                 | 16.0                  |
| Mánager campeón: Armando Marsans |                       |                       |                       |                       |                       |

Durante esta etapa sobresalen tres jugadores. 
El cubano Agustín "Pijini" Bejerano, excelente robador de bases, quien es miembro del Salón de la Fama del Béisbol Mexicano. Encabezó al circuito en 1946 y 1948 jugando con Nuevo Laredo y Monterrey, respectivamente, y durante muchos años tuvo el récord de bases robadas en una temporada y la marca de robos de todos los tiempos.
Agapito Mayor, pitcher y líder en múltiples departamentos. En 1945 Agapito Mayor terminó con 23 juegos ganados y 14 juegos perdidos, 156 ponches y con una efectividad de 3.45, siendo campeón de liga en los primeros de ganados y ponches, y cerca estuvo de ganar la triple corona de pitcheo.  En 1946 es bicampeón de juegos ganados, sumando así en 2 temporadas 43 victorias. 
Juan Guerrero, pitcher y líder en múltiples departamentos. En 1945, el año del subcampeonato, es campeón de porcentaje de juegos ganados y perdidos con 0.846 y campeón de efectividad con 2.87. Tuvo marca esa temporada de 11 ganados y 2 perdidos.

### Tercera Etapa (1949-1959): Tres títulos 1953-1954-1958
Logros del equipo:
- 1953 Campeonato LMB
- 1954 Campeonato LMB
- 1955 Subcampeonato LMB
- 1958 Campeonato LMB
- 1959 Subcampeonato LMB

Logros Individuales:
- 1950 Campeonato de Efectividad (Pedro Antúnez, 1.87)
- 1953 Campeonato de Hits (Barney Serrell, 109)
- 1953 Campeonato de Hits Triples (Barney Serrell, 9)
- 1953 Campeonato de Jonrones (Héctor Lara, 13)
- 1953 Campeonato de Porcentaje de Juegos Ganados y Perdidos (Jesús Moreno, 0.857 18G-3P)
- 1953 Campeonato de Efectividad (Jesús Moreno, 1.75)
- 1953 Campeonato de Juegos Ganados (Jesús Moreno, 18)
- 1953 Juego Perfecto (Ramiro Cuevas)
- 1954 Campeonato de Hits (Barney Serrell, 126)
- 1954 Campeonato de Hits Dobles (Barney Serrell, 33)
- 1954 Campeonato de Hits Triples (Barney Serrell, 9)
- 1954 Campeonato de Carreras Anotadas (Alejandro Moreno, 94)
- 1954 Campeonato de Carreras Producidas (Fernando Pedrozo, 80)
- 1954 Campeonato de Bases Robadas (Alejandro Moreno, 20)
- 1954 Campeonato de Porcentaje de Juegos Ganados y Perdidos (Tomás Arroyo, 0.938 15G-1P)
- 1954 Campeonato de Juegos Ganados (Tomás Arroyo, 15)
- 1954 Novato del Año (Alejandro Moreno)
- 1957 Campeonato de Jonrones (Earl "Mickey" Taborn, 27)
- 1957 Campeonato de Slugging (Earl "Mickey" Taborn, 0.589)
- 1958 Campeonato de Porcentaje de Bateo (Pablo Bernard, 0.371)
- 1958 Campeonato de Hits (Pablo Bernard, 182)
- 1958 Campeonato de Hits Dobles (Oscar Sardiñas, 31)
- 1958 Campeonato de Carreras Anotadas (Pablo Bernard, 106)
- 1958 Campeonato de Carreras Producidas (Herminio Cortés, 98)
- 1958 Campeonato de Porcentaje de Juegos Ganados y Perdidos (Romeo Cadena, 0.875 7G-1P)
- 1958 Campeonato de Efectividad (Julio Moreno, 2.70)

En 1949 el equipo regresa con nuevo nombre, los Tecolotes de Nuevo Laredo, cuando la liga se expandió de 6 a 8 equipos, teniendo una mala temporada en su regreso al terminar en último lugar. La Junta se convierte en el equipo de los Tecolotes, pues a raíz de un comentario de que el alumbrado era tan malo, alguien dijo ‘aquí sólo pueden jugar unos tecolotes’.

#### 1.erCampeonato (1953)
Después de 4 temporadas malas y 13 años desde su debut en 1940 los Tecolotes en 1953 consiguieron el primer título de su historia al terminar en primer lugar con marca de 43 ganados y 33 perdidos por encima de los Industriales de Monterrey. El mánager que los hizo campeones fue Adolfo Luque, quien de joven en las Grandes Ligas de Béisbol como pitcher ganó 194 juegos y tuvo un PCLA de 3.24. "Dolf" Luque tiene el honor de estar en el Salón de la Fama del Béisbol de México, Cuba y los Cincinnati Reds.
Escrito por Tomás Morales, miembro del Salón de la Fama como cronista:
No fue fácil para Tecolotes llegar a la corona y con récord de 43-33 terminaron con dos juegos y medio de ventaja sobre Monterrey y con el Águila de Veracruz a cuatro y medio. Para el juego que resultó de la coronación, Luque utilizó como pitcher abridor al grandulón cubano Martiniano Garay que con el equipo de Cuba ganó la corona beisbolera en los Juegos Centroamericanos de 1950 (https://en.wikipedia.org/wiki/Baseball_at_the_1950_Central_American_and_Caribbean_Games). Garay fue un gran regalo para los Tecolotes, ya que comenzó con los Indios de Anáhuac de la capital; pero al salirse de la liga fue firmado por Nuevo Laredo y terminó con muy buen récord de 12-5 para un alto promedio de .715 en ganados y perdidos, con 3.38 en efectividad. Por los Sultanes de Monterrey abrió el cubano Pedro Antúnez, quien curiosamente en 1950 había sido el mejor pitcher en efectividad de la liga jugando con la franela de los Tecolotes; pero esta vez se presentó wild y aceptó una carrera en la primera entrada con pasaporte a "Chorejas" Bravo, estando la casa llena. Los Tecos pusieron tres a bordo con base a Grillo Serrell, sencillo de León Kellman y pasaporte a Archie Brathwaite. El juego siguió 1-0 hasta que en la quinta entrada anotaron dos más con base y Adolfo Luque le ordenó el toque de sacrificio al jonronero Héctor Lara, quien lo hizo perfectamente. Brathwaite también recibió base y "Chorejas", que estaba en su gran noche, dio hit productor, viniendo la tercera carrera en elevado de sacrificio de Servando Capetillo. Monterrey anotó en la octava con hit productor de Ángel Castro, pero los Tecolotes ganaban 3-1. El ya veterano Ramón Bragaña, en su última temporada completa como lanzador, relevó por Monterrey y puso tres ceros. Garay tiró juego de solamente seis hits y esta vez nadie le iba quitar el campeonato al viejo zorro, Adolfo Luque, y Lázaro Salazar fue el primero en felicitarlo. Después de siete años de haber debutado como mánager en la Liga Mexicana, Luque lograba su primer campeonato. En el juego de la coronación, aquel primero de septiembre de 1953, Luque puso un orden al bat con el cubano Orlando Mazorra en el jardín central, "Grillo" Serrell en segunda, Kellman de catcher, Héctor Lara en el central, Brathwaite en el derecho, "Chorejas" Bravo en primera, Capetillo en tercera, Humberto Ledezma en el short y Garay de pitcher. Solamente dieron cuatro hits los Tecolotes y dos fueron del panameño León Kellman.
William Barney "El Grillo" Serrell fue el ídolo y líder bateador con 0.322. En 1953 encabezó a la Liga Mexicana de Beisbol en imparables y triples con 109 y 9, respectivamente.
| 1.er Campeonato (1953)        | 1.er Campeonato (1953) | 1.er Campeonato (1953) | 1.er Campeonato (1953) | 1.er Campeonato (1953) | 1.er Campeonato (1953) |
| Club                          | JJ                     | G                      | P                      | PCT                    | JV                     |
| ----------------------------- | ---------------------- | ---------------------- | ---------------------- | ---------------------- | ---------------------- |
| Nuevo Laredo                  | 76                     | 43                     | 33                     | 0.566                  | —                      |
| Monterrey                     | 75                     | 40                     | 35                     | 0.533                  | 2.5                    |
| Águila de Veracruz            | 72                     | 37                     | 35                     | 0.514                  | 4.0                    |
| Anáhuac                       | 60                     | 29                     | 31                     | 0.483                  | 6.0                    |
| México                        | 71                     | 32                     | 39                     | 0.451                  | 8.5                    |
| Torreón                       | 60                     | 27                     | 33                     | 0.450                  | 8.0                    |
| Mánager campeón: Adolfo Luque |                        |                        |                        |                        |                        |

| Bateadores 1.er Campeonato (1953)                                  | Bateadores 1.er Campeonato (1953) | Pitchers 1.er Campeonato (1953) | Pitchers 1.er Campeonato (1953) | Pitchers 1.er Campeonato (1953) | Pitchers 1.er Campeonato (1953) |
| Nombre                                                             | PCT                               | Nombre                          | G                               | P                               | PCLA                            |
| ------------------------------------------------------------------ | --------------------------------- | ------------------------------- | ------------------------------- | ------------------------------- | ------------------------------- |
| Ramiro Domínguez                                                   | 0.375                             | Jesús Moreno                    | 18                              | 3                               | 1.75                            |
| Gerardo Soler                                                      | 0.322                             | Ramiro Cuevas Guzmán            | 12                              | 9                               | 2.23                            |
| Barney Serrell                                                     | 0.322                             | Martiniano Garay                | 12                              | 5                               | 3.38                            |
| Arche Brathwaite                                                   | 0.313*                            | Gilberto Garza                  | 2                               | 2                               | 3.61                            |
| Jorge Bravo                                                        | 0.274                             | Vibert Clark                    | 8                               | 10                              | 3.75                            |
| Edrick Kelman                                                      | 0.268                             | Romero Cadena                   | 0                               | 3                               | 4.99                            |
| Zacarias Auaiz                                                     | 0.265                             | Lucio Olivas                    | 1                               | 1                               | 5.71                            |
| Servando Capetillo                                                 | 0.261                             | Oscar Martínez                  | 1                               | 5                               | 6.36                            |
| Humberto Ledezma                                                   | 0.243                             | Luis Arredondo                  | 0                               | 0                               | 10.57                           |
| Clemente Varona                                                    | 0.243                             |                                 |                                 |                                 |                                 |
| Blas Guzman                                                        | 0.237                             |                                 |                                 |                                 |                                 |
| Orlando Mazorra                                                    | 0.235                             |                                 |                                 |                                 |                                 |
| Héctor Lara                                                        | 0.232                             |                                 |                                 |                                 |                                 |
| José Adam                                                          | 0.152                             |                                 |                                 |                                 |                                 |
| Joe Sandoval                                                       | 0.000                             |                                 |                                 |                                 |                                 |
| Carlos Peña                                                        | 0.000                             |                                 |                                 |                                 |                                 |
| Joel Sandoval                                                      | 0.000                             |                                 |                                 |                                 |                                 |
| Mánager campeón: Adolfo Luque                                      |                                   |                                 |                                 |                                 |                                 |
| *Indica que jugó en dos equipos y no se sabe por equipo individual |                                   |                                 |                                 |                                 |                                 |
| Datos: Enciclopedia del Béisbol Mexicano 1998                      |                                   |                                 |                                 |                                 |                                 |

#### 2.º Campeonato (1954)
Escrito por Tomás Morales:
En 1954 lograron el Bicampeonato bajo el mando de Adolfo Luque al conseguir nuevamente el liderato de la liga con marca de 56 ganados y 24 perdidos con una amplia ventaja de ocho y medio sobre los Leones de Yucatán. Tomás Arroyo fue su mejor pitcher con 15-1 para ser el mejor en ganados y perdidos. Repitió Gerardo Soler como mejor bateador con .374 aunque nuevas adiciones fue el brillante joven "Cañitas" Moreno con .349, el cubano "Bicho" Pedrozo con .330 y Baldemar "El Bate" Carmona con un brazo cañón en la tercera base. Chuy Moreno volvió a lucirse con récord de 13-5 y Ramiro Cuevas con 10-7.
William Barney "El Grillo" Serrell se consagró como el primer jugador ícono de Tecolotes teniendo una actuación deslumbrante al encabezar en hits (126), dobles (33) y triples (9), jugando con los Tecolotes de Nuevo Laredo. De esta manera fue campeón consecutivo de la liga en hits y triples. Es miembro del Salón de la Fama y al retirarse dejó buenas cifras en la Liga Mexicana de Beisbol, compilando .311 milésimas en bateo, con 560 carreras anotadas, 1,099 hits, 173 dobles, 66 triples, 44 jonrones, 517 carreras impulsadas, 90 bases robadas y seis temporadas sobre .300. Entre sus récords con fecha de 2024 está el de más años consecutivos siendo líder de hits y más años consecutivos siendo líder de triples (2), ambos con los Tecolotes de Nuevo Laredo.
| 2.º Campeonato (1954)         | 2.º Campeonato (1954) | 2.º Campeonato (1954) | 2.º Campeonato (1954) | 2.º Campeonato (1954) | 2.º Campeonato (1954) |
| Club                          | JJ                    | G                     | P                     | PCT                   | JV                    |
| ----------------------------- | --------------------- | --------------------- | --------------------- | --------------------- | --------------------- |
| Nuevo Laredo                  | 80                    | 56                    | 24                    | 0.700                 | —                     |
| Yucatán                       | 79                    | 47                    | 32                    | 0.595                 | 8.5                   |
| Monterrey                     | 79                    | 41                    | 38                    | 0.519                 | 14.5                  |
| Águila de Veracruz            | 79                    | 39                    | 40                    | 0.494                 | 16.5                  |
| Azules Veracruz               | 80                    | 30                    | 50                    | 0.375                 | 26.0                  |
| México                        | 79                    | 25                    | 54                    | 0.316                 | 30.5                  |
| Mánager campeón: Adolfo Luque |                       |                       |                       |                       |                       |

| Bateadores 2.º Campeonato (1954)                                   | Bateadores 2.º Campeonato (1954) | Pitchers 2.º Campeonato (1954) | Pitchers 2.º Campeonato (1954) | Pitchers 2.º Campeonato (1954) | Pitchers 2.º Campeonato (1954) |
| Nombre                                                             | PCT                              | Nombre                         | G                              | P                              | PCLA                           |
| ------------------------------------------------------------------ | -------------------------------- | ------------------------------ | ------------------------------ | ------------------------------ | ------------------------------ |
| Gerardo Soler                                                      | 0.374                            | Tomás Arroyo                   | 15                             | 1                              | 2.43                           |
| Edrick Kelman                                                      | 0.357                            | Ramiro Cuevas Guzmán           | 10                             | 7                              | 3.18                           |
| Barney Serrell                                                     | 0.350                            | Marín Moreno                   | 6                              | 1                              | 3.45                           |
| Alejandro Moreno                                                   | 0.349                            | Walter McCoy                   | 1                              | 2                              | 3.72                           |
| Carlos Peña                                                        | 0.333                            | Romeo Cadena                   | 9                              | 4                              | 4.09                           |
| Fernando Pedrozo Díaz                                              | 0.330                            | Dick Mulligan                  | 2                              | 4                              | 4.36                           |
| Blas Guzmán                                                        | 0.308                            | Jesús Moreno                   | 13                             | 5                              | 4.60                           |
| Arche Brathwaite                                                   | 0.288*                           | Elwood Grantham                | 0                              | 0                              | 7.11                           |
| Roberto A. Montelongo                                              | 0.282                            | Arturo Castro                  | 0                              | 0                              | 24.00                          |
| Humberto Ledezma                                                   | 0.276                            |                                |                                |                                |                                |
| Baldemar Carmona Cavazos                                           | 0.268                            |                                |                                |                                |                                |
| Servando Capetillo                                                 | 0.211                            |                                |                                |                                |                                |
| Thomas Turner                                                      | 0.208                            |                                |                                |                                |                                |
| Agustín Treviño                                                    | 0.000                            |                                |                                |                                |                                |
| Mánager campeón: Adolfo Luque                                      |                                  |                                |                                |                                |                                |
| *Indica que jugó en dos equipos y no se sabe por equipo individual |                                  |                                |                                |                                |                                |
| Datos: Enciclopedia del Béisbol Mexicano 1998                      |                                  |                                |                                |                                |                                |

En 1955 el equipo felino (Tigres Capitalinos) llegó prendiendo lumbre, le quitaron a Nuevo Laredo la posibilidad de convertirse en el segundo equipo en ganar tres campeonatos seguidos. Terminaron empatados en el primer lugar y se hizo una serie para quien ganara dos de tres fuera el campeón. Tigres se coronó ganando dos seguidos. El récord de tres campeonatos consecutivos siguió en poder de los Sultanes de Monterrey que ganaron los 3 campeonatos entre 1947, 48 y 49.Los Tigres ganaron el campeonato después de estar en el sótano a 14 juegos. La sensación de la temporada fue el zurdo Fred Waters (Tigres) que ganó la triple corona de pitcheo con 18 ganados, 2.06 PCLA y 126 ponches.

#### 3.erCampeonato (1958)
Escrito por Tomás Morales:
Después de dos temporadas malas donde terminarían en los últimos lugares, vuelven a levantar un título en 1958 al terminar en primer lugar con 75 juegos ganados y con 10 juegos de ventaja sobre los Diablos Rojos del México.
El mánager que los hizo campeones fue José "Cheo" Ramos, jugador cubano por varios años, que no tenía la fama como otros mánager antillanos que vinieron a la Liga Mexicana, pero logró con su carácter tranquilo, apacible, poner contento a sus jugadores que armaron un trabuco y arrancaron fuerte contra los Diablos que apuntaban como el enemigo a vencer. El equipo se desarrolló como un club de amigos con mucha felicidad. Cuando Tecolotes llevaba una ventaja de cuatro juegos en el primer lugar, fueron al Parque del Seguro Social y le ganaron los cuatro juegos al México, siendo durante esa serie que los Rojos despidieron a Preston Gómez de mánager y fue reemplazado por Molinero Montes de Oca. El primer juego de la serie fue definitivo en el curso que tomó el resto del compromiso y en la primera parte Ronnie Camacho dio un jonrón con la casa llena temprano en un juego que ganó 5-4 el team de la frontera.
Era sólida la batería del equipo de José "Cheo" Ramos y en ese primer partido tuvo un orden al bat con el cubano Oscar Sardiñas en el jardín derecho, el panameño Pablo Bernard en el short, el boricua José "Ronquito" García en el central, el jonronero Herminio Cortés, también de Puerto Rico, en el jardín izquierdo, Moi Camacho en la segunda base, Earl Taborn fue el catcher, Baldemar Carmona en tercera, Ronnie Camacho en primera y el boricua Florentino Rivera de pitcher. Así de fuerte estaba el orden al bat que Ronnie era octavo en el line up, aunque todavía era un joven pelotero. Ese fue su primer año jonronero con 20, Moi Camacho dio 21 y fueron llamados "los Camacho de la destrucción", seguidos por dos novatos Ruddy Sandoval e Ignacio López. Herminio Cortés fue el líder de jonrones en el equipo con 25 y campeón de la liga en carreras empujadas con 98. Bernard fue también líder en hits con 182 y Sardiñas líder en dobles con 31. Pablo Bernard bateó para .371 con su título de bateo y el nativo de Nuevo Laredo, Baldemar Carmona, dio para .301 con gran defensa en la tercera base y con un brazo de cañón. Otros bateadores de .300 lo fueron José García con .317, Oscar Sardiñas, llamado "el manguito volador", con .316, Walter Tyler con .310 y Eduardo Escalante con .301.
Los pitchers principales lo fueron el nudillero Tony Dicochea de Nogales, Sonora, con 16 ganados y 12 perdidos en el mejor momento de su carrera, el zurdo cubano Juan Piedra tuvo su mejor año mexicano con 15-11, el famoso Julio "Jiquí" Moreno, héroe de los amateurs cubanos y ya un veterano sabio, con 13-8 y el zurdo antillano Máximo García con 11-5. Miguel Sotelo y Arturo Cacheux, luego grandes estrellas mexicanos en la Liga Mexicana, fueron parte del cuerpo de abridores. Julio Moreno terminó siendo campeón en carreras limpias con 2.70 y Piedra el número uno en ponches con 159, quien terminó la temporada con Leones de Yucatán. Romeo "Chino" Cadena, originario de Nuevo Laredo, fue el lanzador campeón en ganados y perdidos con récord de 7-1. Los campeones Tecos amarraron también varios títulos individuales.
| 3.er Campeonato (1958)             | 3.er Campeonato (1958) | 3.er Campeonato (1958) | 3.er Campeonato (1958) | 3.er Campeonato (1958) | 3.er Campeonato (1958) | 3.er Campeonato (1958) |
| Club                               | JJ                     | G                      | P                      | E                      | PCT                    | JV                     |
| ---------------------------------- | ---------------------- | ---------------------- | ---------------------- | ---------------------- | ---------------------- | ---------------------- |
| Nuevo Laredo                       | 121                    | 75                     | 45                     | 1                      | 0.625                  | —                      |
| México                             | 121                    | 65                     | 55                     | 1                      | 0.542                  | 10.0                   |
| Yucatán                            | 120                    | 60                     | 60                     | 0                      | 0.500                  | 15.0                   |
| Monterrey                          | 121                    | 56                     | 64                     | 2                      | 0.467                  | 19.0                   |
| Tigres                             | 121                    | 52                     | 68                     | 1                      | 0.433                  | 23.0                   |
| Poza Rica                          | 121                    | 52                     | 68                     | 1                      | 0.433                  | 23.0                   |
| Mánager campeón: José "Cheo" Ramos |                        |                        |                        |                        |                        |                        |

| Bateadores 3.er Campeonato (1958)                                  | Bateadores 3.er Campeonato (1958) | Pitchers 3.er Campeonato (1958) | Pitchers 3.er Campeonato (1958) | Pitchers 3.er Campeonato (1958) | Pitchers 3.er Campeonato (1958) |
| Nombre                                                             | PCT                               | Nombre                          | G                               | P                               | PCLA                            |
| ------------------------------------------------------------------ | --------------------------------- | ------------------------------- | ------------------------------- | ------------------------------- | ------------------------------- |
| Pablo Bernard                                                      | 0.371                             | William Curric                  | 0                               | 0                               | 0.00                            |
| Pedro Almenares                                                    | 0.352*                            | Ignacio González                | 0                               | 0                               | 0.00                            |
| José García                                                        | 0.317                             | Procopio Herrera Rodríguez      | 5                               | 0                               | 2.69                            |
| Oscar Sardiñas                                                     | 0.316*                            | Julio Moreno                    | 13                              | 8                               | 2.70                            |
| Walter Tyler                                                       | 0.310*                            | Máximo García                   | 11                              | 5                               | 3.26                            |
| Baldemar Carmona Cavazos                                           | 0.301                             | Juan Piedra                     | 15                              | 11                              | 3.53*                           |
| Eduardo Escalante                                                  | 0.301*                            | Antonio Dicochea                | 16                              | 12                              | 3.86                            |
| Kenneth Harris                                                     | 0.298                             | Florentino Rivera               | 8                               | 4                               | 3.99*                           |
| Herminio Cortés                                                    | 0.290                             | Tomas Arroyo                    | 2                               | 4                               | 4.14*                           |
| Miguel Gaspar                                                      | 0.282*                            | Eusebio Pérez                   | 7                               | 6                               | 4.16*                           |
| Moisés Camacho Muñiz                                               | 0.278                             | Tomas Herrera Olachea           | 7                               | 8                               | 4.29*                           |
| Earl Taborn                                                        | 0.274                             | Miguel Sotelo                   | 4                               | 4                               | 4.34*                           |
| Ronaldo Camacho Duran                                              | 0.269                             | Arturo Cacheux                  | 5                               | 5                               | 4.44*                           |
| Mauro Ramírez                                                      | 0.261                             | Gregorio López                  | 8                               | 11                              | 4.71                            |
| Rodolfo Sandoval González                                          | 0.253                             | Romeo Cadena                    | 7                               | 1                               | 5.52                            |
| Ken Guettler                                                       | 0.212*                            | Mario Cardenas                  | 2                               | 4                               | 6.25                            |
| Ricardo Garza                                                      | 0.201*                            | Lucio Celis                     | 0                               | 0                               | 6.75*                           |
| Gregorio López                                                     | 0.145                             |                                 |                                 |                                 |                                 |
| Lucio Celis                                                        | 0.143*                            |                                 |                                 |                                 |                                 |
| William Currie                                                     | 0.000                             |                                 |                                 |                                 |                                 |
| Mánager campeón: José "Cheo" Ramos                                 |                                   |                                 |                                 |                                 |                                 |
| *Indica que jugó en dos equipos y no se sabe por equipo individual |                                   |                                 |                                 |                                 |                                 |
| Datos: Enciclopedia del Béisbol Mexicano 1998                      |                                   |                                 |                                 |                                 |                                 |

En 1959 sería la última temporada de este periodo de los Tecolotes donde consiguieron el subcampeonato de liga estando a 6 juegos del líder Petroleros de Poza Rica. El siguiente año se mudarían a la ciudad de Puebla, Puebla. 
En 1968 volvieron a jugar en Nuevo Laredo ahora en la Liga Central Mexicana de Beisbol. Fue en la Clase "A" siendo el mánager Miguel Sotelo con 56 victorias, 68 derrotas y a 24.5 juegos del campeón Saltillo.

### Cuarta Etapa (1976-2003): Dos títulos 1977-1989 y Los Tres Mosqueteros
Logros del equipo:
- 1977 Campeonato LMB
- 1985 Subcampeonato LMB
- 1987 Subcampeonato LMB
- 1989 Campeonato LMB
- 1992 Subcampeonato LMB
- 1993 Subcampeonato LMB

Logros Individuales:
- 1977 Campeonato de Ponches (Byron McLaughlin, 221)
- 1977 Ejecutivo del Año (Tomás Herrera Olachea)
- 1981 Juego Perfecto (Victor García)
- 1981 Juego Sin Hit Ni Carrera (Gary Beare)
- 1982 Campeonato de Jonrones (Andrés Mora, 25)
- 1982 Campeonato de Carreras Producidas (Andrés Mora, 80)
- 1982 Juego Sin Hit Ni Carrera (Jesse Jefferson)
- 1982 Juego Sin Hit Ni Carrera (Leonel García)
- 1983 Campeonato de Jonrones (Carlos Soto, 22)
- 1983 Campeonato de Carreras Anotadas (Ron Arnold, 92)
- 1983 Novato del Año (Jesús Antonio Romero)
- 1984 Campeonato de Hits Dobles (Andrés Mora, 36)
- 1985 Campeonato de Jonrones (Andrés Mora, 41)
- 1987 Campeonato de Efectividad (Robin Fernández Fuson, 2.67)
- 1988 Campeonato de Porcentaje de Juegos Ganados y Perdidos (Dave Walsh, 0.933 14G-1P)
- 1988 Campeonato de Efectividad (Dave Walsh, 1.73)
- 1988 Campeonato de Porcentaje de Juegos Ganados y Perdidos (Luis Trinidad Castillo, 0.900 9G-1P)
- 1989 Ejecutivo del Año (Víctor Lozano Rendón)
- 1990 Campeonato de Salvamentos (Jeff Perry, 27)
- 1991 Campeonato de Bases Robadas (Dwight Taylor, 72)
- 1992 Juego Sin Hit Ni Carrera (Ernesto Barraza)
- 1993 Campeonato de Salvamentos (Jay Baller, 30)
- 1994 Campeonato de Jonrones (Marco Antonio Romero, 38)
- 1995 Campeonato de Juegos Ganados (Ángel Moreno, 16)
- 1995 Campeonato de Ponches (Ángel Moreno, 108)
- 1995 Campeonato de Ponches (Ángel Quiroz, 108)
- 1998 Juego Sin Hit Ni Carrera (Obed Vega)
- 2000 Campeonato de Juegos Ganados (José Núñez, 13)
- 2000 Campeonato de Entradas Lanzadas (José Núñez, 214.2)
- 2002 Campeonato de Jonrones (Roberto Saucedo, 32)

En la campaña de 1976 regresa el mejor béisbol de verano en México a la ciudad de Nuevo Laredo, sin embargo quedan en último lugar de la zona norte división este con 54 ganados y 82 perdidos a 13 juegos y medio del primer lugar que fueron los Broncos de Reynosa. 

#### 4.º Campeonato (1977)
En 1977 con Tomás Herrera como gerente y a casi a la mitad de la temporada, Tecolotes estaba en último lugar, a 14 juegos del líder. La dirección sufrió un reacomodo y salió del equipo Jorge Calvo, quedando como mánager interino Agustín Enríquez, quien ganó 7 juegos seguidos. Entonces Tomás Herrera convenció a Jorge Fitch para que tomará las riendas del equipo. Al mando de Fitch Tecolotes ganó 26 de los últimos 18 juegos logrando dos récords. Primero tuvieron una racha ganadora de 14 juegos consecutivos en la recta final de la campaña. Además, increíblemente dentro de esos juegos ganados los pitcher abridores no tuvieron relevo en 10 juegos. Y no para en eso, el pitcher de relevo nacido en Nuevo Laredo Jesús "Coco" Solís, lo pusieron de abridor ganando 3 juegos lanzándolos completos.Tomás Herrera tenía como brazo derecho en la oficina del Tecolotes al joven Chito Rodríguez, luego famoso directivo de la Liga Mexicana que ya está en el Salón de la Fama.
Estos increíbles Tecolotes con Jorge Fitch como mánager lograron obtener su primer boleto a postemporada de su historia al terminar en primer lugar de la división este de la Zona Norte con marca de 77 ganados y 75 perdidos. Ese año los Ángeles de Puebla fueron los súper líderes con 96-53 seguidos del Diablos con 94-57. Pero en las series más importantes de la campaña, las de la postemporada, los Tecolotes fueron invencibles.
En la serie de zona eliminó a los Algodoneros de Unión Laguna en 6 juegos. La serie de campeonato de la Zona Norte la ganó al derrotar a Saraperos de Saltillo 4 juegos a 2. Finalmente con una sorpresiva victoria sobre los Diablos Rojos del México se coronaron campeones de la Liga Mexicana de Béisbol por cuarta ocasión en una serie final eléctrica que duró solamente cinco juegos.
La serie final arrancó en la capital donde hubo división de honores, pero en Nuevo Laredo, en el viejo parque La Junta, los Tecolotes ganaron tres seguidos para llevarse la corona. El juego clave fue el cuarto cuando ya los Tecos habían tomado ventaja en la serie por dos juegos a uno. En la novena entrada los Diablos ganaban por una carrera con el parque lleno hasta la bandera y un jonrón de Ricardo Guerra sobre el gran relevista Aurelio López empató el encuentro para enloquecer a los aficionados. Ya en entradas extra, Carlos Soto también le bateó un cuadrangular a Aurelio y de esa manera los Tecolotes ganaron un juego que aparentemente ya estaba perdido dejando en extra innings a los escarlatas ante la locura de toda la ciudad y tomaron gran ventaja de tres juegos a uno en la final. Aurelio López acababa de tener una gran campaña que fue su despedida del Diablos, ya que comenzó entonces su carrera triunfal en Ligas Mayores. El quinto y último juego fue una paliza de los Tecolotes que de esa manera demostraron que en esta era de los playoffs puede ser campeón el que tenga el peor récord entre los calificados.
La base principal para ganar la corona la fue el pitcher derecho americano Byron McLaughlin, quien tuvo una súper campaña de 18 victorias, con una efectividad de 1.84 y resultó el pitcher campeón en ponches con 221. El cetro de efectividad lo perdió ante Horacio Piña de los Rieleros de Aguascalientes que tuvo un eléctrico 1.70. McLaughlin tenía entonces solamente 22 años por lo que estaba comenzando su carrera el muchacho nacido en Van Nuys, California. Después de su gran año en Nuevo Laredo tuvo oportunidad de estar cinco años en Ligas Mayores, cuatro con Marineros de Seattle y uno con Ángeles de California, teniendo marca de 16-25 tras lesionarse el brazo.
El ya veterano Víctor García fue el segundo mejor ganador entre los pitchers con 13 triunfos, por 12 de Gilberto Lara y 11 de Jesús Solís. Ricardo Guerra fue el mejor bateador del equipo con .378 por .354 del boricua Efraín Vázquez, .321 de Bobby Rodríguez y .317 de Carlos Soto. Jorge Roque bateó .304 y el catcher Gerardo Gutiérrez tuvo .298. Fue el debut de Ricardo Guerra que tuvo nueve años de cañonazos en el circuito, con promedio final de .290 y 90 cuadrangulares, la mayoría con los Tecos. Carlos Soto, que había comenzado su carrera con los Diablos dio 19 cuadrangulares ese año para los fronterizos que lograron con este su campeonato número cuatro en Liga Mexicana.
El equipo de los Diablos contaba con jugadores de la talla de Miguel Suárez, Pat Bourque, Baudel López López, Ramón Hernández, Aberlardo Vega, Nelson Barrera, Antonio Villaescusa, en el pitcheo Alfredo Ortiz, Luis Meré, Aurelio López, Pablo Franco, Richard Hinton, René Chávez, Carlos Ibarra, etcétera.
| 4.º Campeonato (1977)        | 4.º Campeonato (1977) | 4.º Campeonato (1977) | 4.º Campeonato (1977) | 4.º Campeonato (1977) | 4.º Campeonato (1977) | 4.º Campeonato (1977) |
| Zona Norte / Este            | Zona Norte / Este     | Zona Norte / Este     | Zona Norte / Este     | Zona Norte / Este     | Zona Norte / Este     | Zona Norte / Este     |
| Club                         | JJ                    | G                     | P                     | E                     | PCT                   | JV                    |
| ---------------------------- | --------------------- | --------------------- | --------------------- | --------------------- | --------------------- | --------------------- |
| Nuevo Laredo                 | 153                   | 77                    | 75                    | 1                     | 0.507                 | —                     |
| Monterrey                    | 152                   | 74                    | 77                    | 1                     | 0.490                 | 2.5                   |
| Coahuila                     | 152                   | 70                    | 81                    | 1                     | 0.464                 | 6.5                   |
| Tampico                      | 156                   | 57                    | 97                    | 2                     | 0.370                 | 21.0                  |
| Mánager campeón: Jorge Fitch |                       |                       |                       |                       |                       |                       |

|  | Primer Play off | Primer Play off |                |   | Finales de zona     | Finales de zona     |  |  | Serie Final   | Serie Final   |
|  | Serie de Zona   | Serie de Zona   |                |   | Serie de Campeonato | Serie de Campeonato |  |  | Serie del Rey | Serie del Rey |
|  |                 |                 |                |   |                     |                     |  |  |               |               |
|  |                 |                 |                |   |                     |                     |  |  |               |               |
|  |                 |                 |                |   |                     |                     |  |  |               |               |
|  | Unión Laguna    | 2               |                |   |                     |                     |  |  |               |               |
|  | Unión Laguna    | 2               |                |   |                     |                     |  |  |               |               |
|  | 'Nuevo Laredo'  | 4               |                |   |                     |                     |  |  |               |               |
|  | 'Nuevo Laredo'  | 4               | 'Nuevo Laredo' | 4 |                     |                     |  |  |               |               |
|  | Zona Norte      |                 | 'Nuevo Laredo' | 4 |                     |                     |  |  |               |               |
|  |                 | Saltillo        | 2              |   |                     |                     |  |  |               |               |
|  | Monterrey       | Saltillo        | 2              | 3 |                     |                     |  |  |               |               |
|  | Monterrey       |                 |                | 3 |                     |                     |  |  |               |               |
|  | 'Saltillo'      | 4               |                |   |                     |                     |  |  |               |               |
|  | 'Saltillo'      | 4               | 'Nuevo Laredo' | 4 |                     |                     |  |  |               |               |
|  |                 |                 | 'Nuevo Laredo' | 4 |                     |                     |  |  |               |               |
|  |                 | México          | 1              |   |                     |                     |  |  |               |               |
|  | Durango         | México          | 1              | 1 |                     |                     |  |  |               |               |
|  | Durango         |                 |                | 1 |                     |                     |  |  |               |               |
|  | 'México'        | 4               |                |   |                     |                     |  |  |               |               |
|  | 'México'        | 4               | 'México'       | 4 |                     |                     |  |  |               |               |
|  | Zona Sur        |                 | 'México'       | 4 |                     |                     |  |  |               |               |
|  |                 | Córdoba         | 0              |   |                     |                     |  |  |               |               |
|  | 'Córdoba'       | Córdoba         | 0              | 4 |                     |                     |  |  |               |               |
|  | 'Córdoba'       |                 |                | 4 |                     |                     |  |  |               |               |
|  | Puebla          | 3               |                |   |                     |                     |  |  |               |               |
|  | Puebla          | 3               |                |   |                     |                     |  |  |               |               |

| Bateadores 4.º Campeonato (1977)                                   | Bateadores 4.º Campeonato (1977) | Pitchers 4.º Campeonato (1977) | Pitchers 4.º Campeonato (1977) | Pitchers 4.º Campeonato (1977) | Pitchers 4.º Campeonato (1977) |
| Nombre                                                             | PCT                              | Nombre                         | G                              | P                              | PCLA                           |
| ------------------------------------------------------------------ | -------------------------------- | ------------------------------ | ------------------------------ | ------------------------------ | ------------------------------ |
| Ricardo Guerra                                                     | 0.378                            | Arturo Puig                    | 0                              | 0                              | 0.00                           |
| Efraín Vázquez                                                     | 0.354                            | Jay Tatar                      | 0                              | 1                              | 1.13                           |
| Roberto Rofriguez García                                           | 0.321                            | Byron McLaughlin               | 18                             | 13                             | 1.84                           |
| Carlos Soto Mota                                                   | 0.317                            | Justino Delfín Elvira          | 8                              | 4                              | 2.30                           |
| Jorge Roque Vargas                                                 | 0.304                            | Fernando Amezcua               | 2                              | 1                              | 2.57                           |
| Gerardo Gutiérrez Ruiz                                             | 0.298                            | Jessie Trinidad                | 9                              | 4                              | 2.61*                          |
| Baldemar Figueroa Silva                                            | 0.286*                           | Jesús "Coco" Solis             | 11                             | 13                             | 3.15                           |
| Dave Lindsey                                                       | 0.280*                           | Gilberto Lara Montiel          | 12                             | 14                             | 3.18                           |
| Arturo Álvarez Lizarraga                                           | 0.262                            | Andrés Ayón Bron               | 2                              | 1                              | 3.24                           |
| Luis Antonio Pérez Avila                                           | 0.261                            | Víctor García Castillo         | 13                             | 12                             | 3.33*                          |
| José Reyes Cruz                                                    | 0.255                            | Raúl Contreras Espinoza        | 0                              | 3                              | 3.43                           |
| Bulmaro Garcia Romo                                                | 0.251                            | Felipe Leal García             | 8                              | 12                             | 3.47                           |
| Alfonso Jackson Ayala                                              | 0.245*                           | Héctor Valenzuela Combera      | 6                              | 8                              | 4.37*                          |
| Humberto García Luna                                               | 0.243                            | Enrique Castillo Tello         | 0                              | 0                              | 4.50                           |
| Francisco Márquez Tea                                              | 0.228*                           | Carlos Paz González            | 2                              | 1                              | 4.50                           |
| Juvencio Prieto Sena                                               | 0.227                            | Miguel Ángel Valdivia          | 0                              | 0                              | 4.50                           |
| Humberto Ledezma Ledezma                                           | 0.160                            | Francisco Sifuentes Beltran    | 1                              | 2                              | 6.45*                          |
| Alejandro Gómez Salgado                                            | 0.156                            | David E. Drumright             | 0                              | 3                              | 9.00                           |
| José Flores                                                        | 0.129                            | José Luis Amador               | 0                              | 0                              | 18.00                          |
| Gil Ramon                                                          | 0.000                            |                                |                                |                                |                                |
| Mánager campeón: Jorge Fitch                                       |                                  |                                |                                |                                |                                |
| *Indica que jugó en dos equipos y no se sabe por equipo individual |                                  |                                |                                |                                |                                |
| Datos: Enciclopedia del Béisbol Mexicano 1998                      |                                  |                                |                                |                                |                                |

El Grupo Los Marinos compuso una canción del evento que puso de fiesta a la ciudad en el 77 (Vídeo).

Tecos, ¡plas, plas, plas!, Tecos, ¡plas, plas, plas!
Al Bat: Bobby Rodríguez, Jorge Roque y Efraín Vázquez
Tecolotes 77 se ha coronado campeón
para orgullo de los dos laredos y de toda la región
Tecos, ¡plas, plas, plas!, Tecos, ¡plas, plas, plas!
Era el grito de emoción
y viniendo desde abajo pudo llegar al playoffs
Arriba arriba campeones Béisbol Liga Triple A
el día 9 de septiembre en la historia quedará
Al Bat: Ricardo Guerra, Dave Lindsey y Carlos Soto
Tecolotes 77 Jorge Fitch en el timón 
barrió con los diablos rojos con su arma el jonrón
Increíbles Tecolotes nadie lo podía creer
perdían 5 por 0 ganando 5 por 6
Arriba arriba campeones Tecolotes ganará
para el año venidero la corona conservar
Al Bat: Humberto García, Arturo Álvarez y Bulmaro García
Pitcher: Byron McLaughlin, Victor García y Jesús "Coco" Solís
Finaliza con sonido de la transmisión en radio con la frase celebre "Y se gana, Nuevo Laredo, Nuevo Laredo campeón, Nuevo Laredo campeón, Nuevo Laredo campeón".

En la temporada de 1979 terminó en primer lugar de su división consiguiendo su pase a playoff, en la primera ronda terminaría eliminado por los Indios de Ciudad Juárez en 7 juegos. 
Durante la década de los 80 se colocaron como un equipo protagonista de la Liga Mexicana, en 1985 logró convertirse en el primer equipo en la historia del béisbol mexicano en jugar en dos países al mismo tiempo, por lo que el nombre fue cambiado a Tecolotes de los Dos Laredos, causando asombro de propios extraños ya que el otro país además de México era Estados Unidos, los juegos se alternaban entre Nuevo Laredo y Laredo, Texas. Muchos aficionados y cronistas de otras plazas del país recuerdan con agrado los años 80 donde Tecolotes era el equipo a vencer en la zona norte, con escuadras perfectamente armadas que de daban batalla a cualquier equipo, ahí nacen los famosos "3 mosqueteros": Andrés Mora Ibarra, Carlos Soto Mota y Alejandro Ortiz, estupendos jonroneros que sobrepasaron la barda en todos los parques de la República Mexicana conservando así la tradición de la época de los Camacho de la Destrucción (50's): Moisés y Ronnie, entre muchos otros. Eran los bateadores más temidos de toda la Liga, sumando más de 500 cuadrangulares cuando jugaban juntos en los Tecolotes.
En 1981 terminan en primer lugar de su división por lo que se enfrentaron a los Indios de Ciudad Juárez a los que ganaron la serie 4 juegos a 2 para cobrar venganza de la última ocasión que se habían enfrentado en postemporada. La final de zona la perdieron en 5 juegos con los Broncos de Reynosa. En 1982 se quedaron en la primera ronda al perder la serie con Saraperos de Saltillo 4 juegos a 1. En 1984 nuevamente los Indios de Ciudad Juárez los dejaron fuera al ganarles 4 juegos a 1 en la primera ronda. En 1985 ya como Tecolotes de los Dos laredos, barrió a Acereros de Monclova en la primera ronda. La final de zona la ganó a los Rieleros de Aguascalientes en 6 juegos pero perderían la serie final contra los Diablos Rojos del México en 5 juegos. En 1986 volvieron a la postemporada donde se enfrentaron a los Acereros quienes cobraron venganza y los eliminaron en 6 juegos. En 1987 llegaron lejos nuevamente cuando eliminaron a los Rieleros de Aguascalientes 4 juegos a 1 en la primera ronda, derrotaron una vez más a Monclova en 5 partidos para llegar a la final donde cayeron en 5 juegos contra los Diablos Rojos del México. Durante la campaña de 1988 terminaron nuevamente como líderes de la zona norte al ganar 77 partidos pero serían eliminados por los Saraperos de Saltillo en la primera ronda en 6 juegos.

#### 5.º Campeonato (1989)
En 1989 lograron el quinto título de su historia, los Tecolotes terminaron el primer lugar de su zona al ganar 82 juegos. En la primera ronda eliminaron a los Sultanes de Monterrey en 7 juegos. Los Saraperos de Saltillo fueron los rivales en la final de zona a quienes les ganaron en 6 juegos. La serie final se daría contra los Leones de Yucatán a quienes vencieron en 6 encuentros para coronarse campeones de la liga nuevamente.
Escrito por Gerardo Solís Robles:
El mánager José "Zacatillo" Guerrero guío a una camada de jóvenes peloteros salidos de la organización de Tecolotes y reclutados por el mejor buscador y descubridor de talentos en la historia de la Liga Mexicana Don Jorge Calvo. Temporada de 82 triunfos por 50 derrotas para un equipo que solamente tuvo un extranjero en la ofensiva, Damon Farmar. Luis Fernando Díaz, Pedro Meré, Marco Antonio Romero, Enrique Ramírez, Gerardo "La Polvorita" Sánchez, Jesús Pitty Abrego, Gerardo Garza, Luis Salinas integraban el equipo todos capitaneados por el gran Cañón Jarocho Alejandro Ortiz. El mejor pitcher lo fue el extranjero Doug Banning, le siguieron el tremendo veracruzano Jesús Chuy Moreno y el zurdo de Tijuana Javier Carranza. Luis Trinidad Castillo ganó en esa temporada 8 juegos. Realmente la corona la ganó Tecolotes en la serie de campeonato, cuando Saraperos de Saltillo estaba al frente en la serie 3 juegos contra 1 y el quinto tenía una ventaja de 8 contra 0. Ante su mejor pitcher, el zurdo Ricardo Solís, los pupilos de Zacatillo sacaron la cresta derrotando a los Saraperos, y ya en el séptimo juego Polvorita Sánchez los dejó fuera con un jonrón en la séptima entrada.
La serie Yucatán-Dos Laredos fue una final de frontera a frontera, pero la distancia no fue obstáculo, ya que la Liga contrató un vuelo chárter para jugadores, directivos y cronistas, que hicieron el viaje en una hora 40 minutos. Después de 12 años de espera, los aficionados gozaron la coronación de los Tecos, que consiguieron su quinto campeonato. En el sexto choque de la serie por el banderín celebrado en el Parque La Junta de Nuevo Laredo donde los locales vencieron seis carreras a una, Damon Farmar bateó un jonrón con la casa llena contra Andrés Cruz entre los bosques central e izquierdo y Ray Torres, jugador de los Leones de Yucatán, quien cubría el bosque de en medio, fue por la pelota, saltó y se fue de espaldas detrás de la barda (Vídeo). El lanzamiento final fue del pitcher neolaredense Luis Trinidad Castillo que recetó ponche a Miguel Ángel Castelán y de esa forma dar el quinto campeonato a Tecolotes (Vídeo). 
| 5.º Campeonato (1989)                      | 5.º Campeonato (1989) | 5.º Campeonato (1989) | 5.º Campeonato (1989) | 5.º Campeonato (1989) | 5.º Campeonato (1989) | 5.º Campeonato (1989) |
| Zona Norte                                 | Zona Norte            | Zona Norte            | Zona Norte            | Zona Norte            | Zona Norte            | Zona Norte            |
| Club                                       | JJ                    | G                     | P                     | E                     | PCT                   | JV                    |
| ------------------------------------------ | --------------------- | --------------------- | --------------------- | --------------------- | --------------------- | --------------------- |
| Dos Laredos                                | 132                   | 82                    | 50                    | 0                     | 0.621                 | —                     |
| Torreón                                    | 132                   | 73                    | 59                    | 0                     | 0.553                 | 9.0                   |
| Saltillo                                   | 129                   | 70                    | 59                    | 0                     | 0.543                 | 10.5                  |
| Monterrey                                  | 132                   | 67                    | 65                    | 0                     | 0.508                 | 15.0                  |
| San Luis Potosí                            | 131                   | 63                    | 67                    | 1                     | 0.485                 | 18.0                  |
| Monclova                                   | 132                   | 58                    | 73                    | 1                     | 0.443                 | 23.5                  |
| Industriales                               | 132                   | 50                    | 80                    | 2                     | 0.385                 | 31.0                  |
| Mánager campeón: José "Zacatillo" Guerrero |                       |                       |                       |                       |                       |                       |

|  | Primer Play off | Primer Play off |               |   | Finales de zona     | Finales de zona     |  |  | Serie Final   | Serie Final   |
|  | Serie de Zona   | Serie de Zona   |               |   | Serie de Campeonato | Serie de Campeonato |  |  | Serie del Rey | Serie del Rey |
|  |                 |                 |               |   |                     |                     |  |  |               |               |
|  |                 |                 |               |   |                     |                     |  |  |               |               |
|  |                 |                 |               |   |                     |                     |  |  |               |               |
|  | 'Saltillo'      | 4               |               |   |                     |                     |  |  |               |               |
|  | 'Saltillo'      | 4               |               |   |                     |                     |  |  |               |               |
|  | Unión Laguna    | 1               |               |   |                     |                     |  |  |               |               |
|  | Unión Laguna    | 1               | Saltillo      | 3 |                     |                     |  |  |               |               |
|  | Zona Norte      |                 | Saltillo      | 3 |                     |                     |  |  |               |               |
|  |                 | 'Dos Laredos'   | 4             |   |                     |                     |  |  |               |               |
|  | Monterrey       | 'Dos Laredos'   | 4             | 3 |                     |                     |  |  |               |               |
|  | Monterrey       |                 |               | 3 |                     |                     |  |  |               |               |
|  | 'Dos Laredos'   | 4               |               |   |                     |                     |  |  |               |               |
|  | 'Dos Laredos'   | 4               | 'Dos Laredos' | 4 |                     |                     |  |  |               |               |
|  |                 |                 | 'Dos Laredos' | 4 |                     |                     |  |  |               |               |
|  |                 | Yucatán         | 2             |   |                     |                     |  |  |               |               |
|  | 'Yucatán'       | Yucatán         | 2             | 4 |                     |                     |  |  |               |               |
|  | 'Yucatán'       |                 |               | 4 |                     |                     |  |  |               |               |
|  | León            | 2               |               |   |                     |                     |  |  |               |               |
|  | León            | 2               | 'Yucatán'     | 4 |                     |                     |  |  |               |               |
|  | Zona Sur        |                 | 'Yucatán'     | 4 |                     |                     |  |  |               |               |
|  |                 | Campeche        | 2             |   |                     |                     |  |  |               |               |
|  | México          | Campeche        | 2             | 0 |                     |                     |  |  |               |               |
|  | México          |                 |               | 0 |                     |                     |  |  |               |               |
|  | 'Campeche'      | 4               |               |   |                     |                     |  |  |               |               |
|  | 'Campeche'      | 4               |               |   |                     |                     |  |  |               |               |

| Bateadores 5.º Campeonato (1989)                                   | Bateadores 5.º Campeonato (1989) | Pitchers 5.º Campeonato (1989)  | Pitchers 5.º Campeonato (1989) | Pitchers 5.º Campeonato (1989) | Pitchers 5.º Campeonato (1989) |
| Nombre                                                             | PCT                              | Nombre                          | G                              | P                              | PCLA                           |
| ------------------------------------------------------------------ | -------------------------------- | ------------------------------- | ------------------------------ | ------------------------------ | ------------------------------ |
| Luis Fernando Diaz Moreno                                          | 0.337                            | Alejandro Armenta               | 0                              | 0                              | 0.00                           |
| Obed Jr. Plascencia Lopez                                          | 0.335                            | Aaron Quiroz Campas             | 0                              | 0                              | 0.82                           |
| Gerardo Sánchez                                                    | 0.320                            | Robert Moore                    | 4                              | 4                              | 1.71                           |
| Pedro Mere Cárdenas                                                | 0.300                            | Luis Trinidad Castillo Hinojosa | 8                              | 5                              | 3.05                           |
| Damon Farmar                                                       | 0.299                            | Doug Banning                    | 15                             | 4                              | 3.10                           |
| Alejandro Ortiz Díaz                                               | 0.294                            | José Ángel Villegas Castro      | 5                              | 1                              | 3.28                           |
| Marco Antonio Romero Tirado                                        | 0.291                            | Juan Jesús Álvarez Ochoa        | 6                              | 5                              | 3.32                           |
| Thomas Griffith                                                    | 0.288                            | Javier Carranza Delgado         | 11                             | 6                              | 3.33                           |
| Enrique Ramírez Ulloa                                              | 0.279                            | Jesús Moreno Rivera             | 11                             | 3                              | 3.95                           |
| Gerardo Garza Garza                                                | 0.271                            | Ernesto Barraza Reyes           | 3                              | 2                              | 4.72                           |
| Jorge Luis Loredo Medina                                           | 0.260                            | Enrique Couoh Hidalgo           | 6                              | 4                              | 4.74                           |
| Lorenzo Moreno Rojas                                               | 0.254                            | Rodrigo Castro Obeso            | 1                              | 5                              | 6.34                           |
| Jesús Abrego Melgoza                                               | 0.223                            | Sebastián Tirado Lizárraga      | 3                              | 4                              | 6.47                           |
| Enrique Reyes                                                      | 0.220*                           | Rubén Tinoco Moreno             | 0                              | 0                              | 8.59                           |
| Luis Salinas Cadena                                                | 0.212                            | Manuel Romo Gutiérrez           | 1                              | 3                              | 8.65                           |
| Salvador López Soto                                                | 0.200                            | Gregory Simpson                 | 0                              | 2                              | 11.25                          |
| Marco A. Camarero                                                  | 0.200                            | José Luis Valdez Aragón         | 0                              | 0                              | 18.00                          |
| Arturo Amador Avilez                                               | 0.000                            |                                 |                                |                                |                                |
| Martin Morales                                                     | 0.000                            |                                 |                                |                                |                                |
| Mánager campeón: José "Zacatillo" Guerrero                         |                                  |                                 |                                |                                |                                |
| *Indica que jugó en dos equipos y no se sabe por equipo individual |                                  |                                 |                                |                                |                                |
| Datos: Enciclopedia del Béisbol Mexicano 1998                      |                                  |                                 |                                |                                |                                |

Por tercer año consecutivo en 1990 los Tecolotes consiguieron el liderato de la zona norte terminando con 7 juegos de ventaja sobre su rival más cercano. En la primera ronda se tuvieron que extender hasta el máximo de 7 juegos para eliminar a los Acereros de Monclova pero cayeron en la final de zona con los Algodoneros de Unión Laguna en 6 partidos. En 1991 los Industriales de Monterrey los barrieron para eliminarlos en la primera ronda. En 1992 Tecolotes ganó 71 juegos en temporada regular para terminar nuevamente como líder de su zona, en la primera ronda dejaron atrás a los Saraperos de Saltillo al ganar la serie 4 juegos a 2. Una vez más en la final de zona se enfrentaron a los Algodoneros de Unión Laguna a quienes ganaron en 6 juegos para llegar nuevamente a una serie final, el equipo rival fueron los Tigres Capitalinos quienes les ganaron el campeonato en 6 encuentros. Durante la temporada 1993 vuelven a terminar como líderes al ganar 76 juegos. En la primera ronda ganaron a los Rieleros de Aguascalientes la serie 4 a 1. En la final de zona vencieron a los Sultanes de Monterrey en 5 juegos para conseguir llegar a una serie final por segundo año consecutivo donde caerían pero en esta ocasión con los Olmecas de Tabasco. Vuelven a la postemporada en 1995 donde caerían con los Broncos de Reynosa en 7 juegos.
Los Tecolotes volverían a clasificar a una postemporada 7 años después cuando en 2002 terminaron en tercer lugar de su zona, en esta ocasión se enfrentaron a los Saraperos de Saltillo a quienes vencieron en 6 juegos en la primera ronda, ya en la final de zona se enfrentaron a los Diablos Rojos del México con quienes perdieron en 7 juegos. En 2003 terminaron en quinto lugar con 53 ganados y 56 perdidos, esta sería la última temporada del equipo desde que llegaron en 1979. El equipo se mudaría a la ciudad de Tijuana, Baja California para convertirse en los Toros de Tijuana.

### Quinta etapa (2008-2010): Tres Últimos Lugares
Logros del equipo:
- Ninguno

Logros Individuales:
- 2008 Campeonato de Blanqueadas (Wilton Chávez, 2)
- 2009 Campeonato de Ground Out to Air Radio (Héctor Castañeda, 2.89)
- 2009 Campeonato de WHIP (Enrique Quintanilla, 0.94)
- 2009 Campeonato de BABIP (Enrique Quintanilla, 0.239)
- 2009 Campeonato de BB/9 (Enrique Quintanilla, 1.30)
- 2009 Campeonato de K/BB (Enrique Quintanilla, 3.55)Estadio Nuevo Laredo. Casa de los Tecolotes en 2008-2010 y 2018.

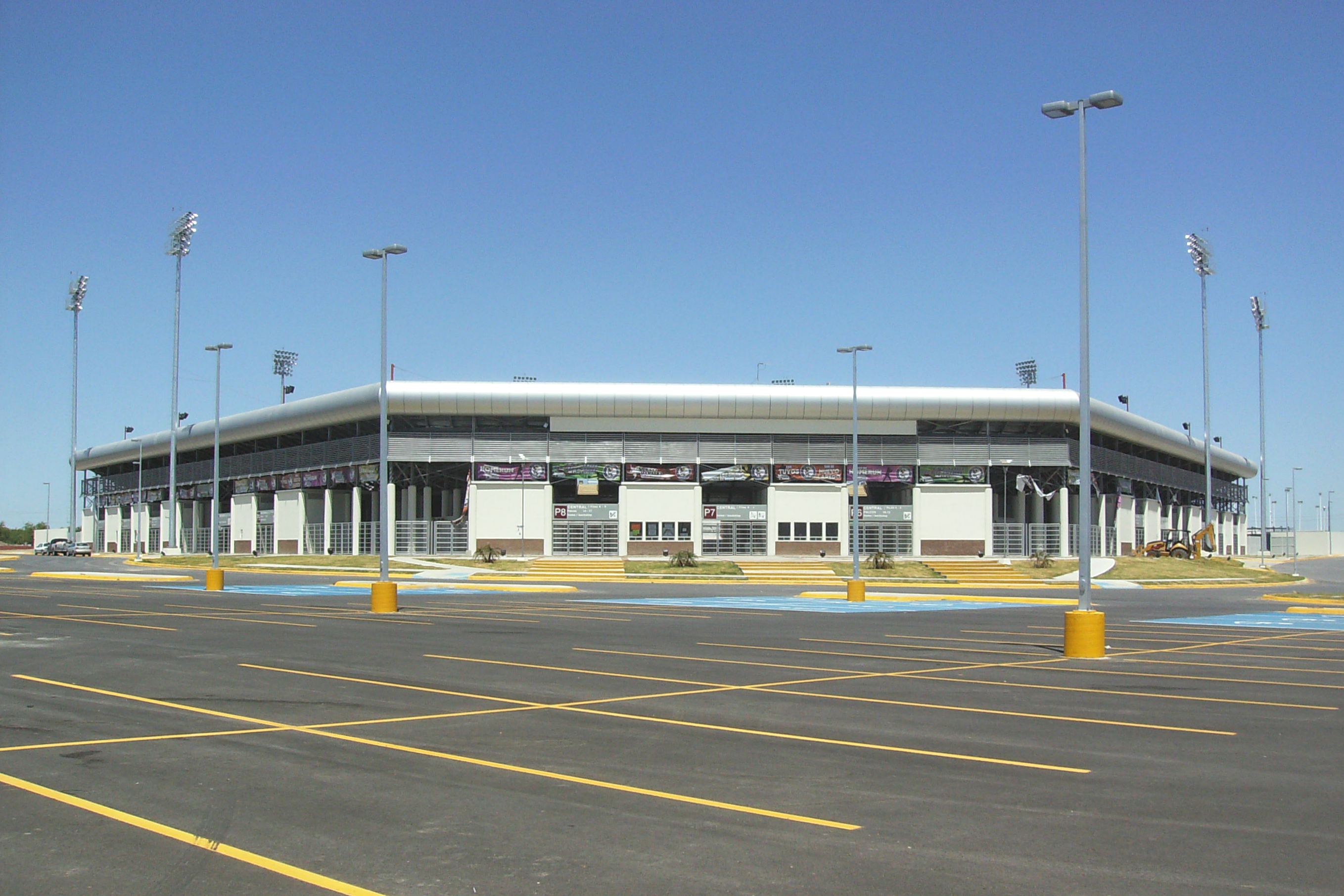
Estadio Nuevo Laredo. Casa de los Tecolotes en 2008-2010 y 2018.

El 20 de marzo de 2008 Tecolotes regresó a la Liga Mexicana con nuevo estadio, pero terminaron en último lugar de su zona con apenas 39 ganados y 70 perdidos. Las siguientes dos temporadas fueron igual de malas al terminar en último lugar con 35 y 32 ganados en los años 2009 y 2010 respectivamente. La temporada 2010 sería su última campaña en esta etapa.

### Sexta etapa (2018-Actualidad):  Subcampeonatos Zona Norte 2023/24 y Campeón Copa Gobernador 2025
Logros del equipo:
- 2024 Subcampeonato Copa Gobernador
- 2025 Campeonato Copa Gobernador

Logros Individuales:
- O2018 Campeonato de Hits Triples (Johnny Davis, 6)
- O2018 Campeonato de Bases Robadas (Johnny Davis, 28)
- O2018 Campeonato de Juegos Ganados (Terance Marín, 7)
- 2018 Retorno del Año (José Pablo Oyervides)
- 2019 Campeonato de Bases Robadas (Johnny Davis, 54)
- 2019 Campeonato de Salvamentos (Román Méndez, 32)
- 2019 Campeonato de BABIP (Cesilio Pimentel, 0.289)
- 2021 Campeonato de Ponches (Jackson Stephens, 69)
- 2023 Campeonato de Hits Dobles (Luis Jiménez, 31)
- 2023 Campeonato de Juegos Ganados (Brandon Brennan, 11)
- 2023 Campeonato de Juegos Completos (Brandon Brennan, 1)
- 2023 Campeonato de Pickoffs (Brandon Brennan, 6)
- 2023 Campeonato de GO/AO (Ricardo Pinto, 2.03)
- 2023 Mánager del Año (Félix Fermín)
- 2024 Campeonato de Hits Triples (Danry Vásquez, 9)
- 2024 Campeonato de Blanqueadas (Nate Antone, 1)
- 2024 Campeonato de GO/AO (Robert Stock, 2.20)

Tecolotes de los Dos Laredos en el Uni-Trade Stadium

El miércoles 27 de septiembre de 2017 en la Asamblea de Presidentes de la Liga Mexicana de Béisbol, se aprobó la mudanza del club Rojos del Águila de Veracruz que el próximo año jugaría bajo el mote de Tecolotes de los Dos Laredos, ya que tendría como sedes las ciudades de Nuevo Laredo, Tamaulipas y Laredo, Texas.
Para la temporada otoño de 2018 el equipo volvió a una postemporada después de 16 años al terminar en Cuarto lugar de la Zona Norte con 7 juegos de ventaja sobre los Rieleros de Aguascalientes para evitar el juego de comodín, sin embargo fueron eliminados en 5 juegos por los Acereros de Monclova en la primera ronda del playoffs.
En 2020 el béisbol, la música, el rap, el amor por los colores y el orgullo de ser nacidos en la región convergieron en una pieza musical titulada Somos de los Dos Laredos del grupo musical Los Caídos. Esta canción compuesta por un grupo de jóvenes neolaredenses del género rap se unió con motivo del 80 aniversario del Club Tecolotes con elementos de la historia del equipo incluidos.

Comienza con sonido de la transmisión en radio del campeonato de 1977 con la frase celebre "Nuevo Laredo, Nuevo Laredo campeón, Nuevo Laredo campeón, Nuevo Laredo campeón".
Somos de los dos laredos, estamos listos para el juego. Primer Batazo ya nos miraron bien lejos de la frontera donde todos gritan Tecos. 80 años en el terreno
Equipo de leyendas como Don Andrés Mora, los 3 mosqueteros por supuesto que se añoran, perdona, si nos tardamos en volver por la corona, ya regresamos quien nos va a parar ahora. Desde los 40 La Junta ya anda bateando. Al 49 el Tecolote va volando. En el 53 primera liga ganando y en el 89 la quinta viene llegando. Aquí somos ganadores, es la tierra de campeones, dos laredos porque tenemos a gente en 2 naciones. Para poncharlos somos buenos pero más para los jonrones. El rey de los deportes tiene jefe y son los tecolotes, porque sabemos lo que tenemos que suene machín la matraca en los juegos, mucho respeto para toda la fiel porra de los Tecos. Con orgullo digo que soy de los 2 Laredos, de México y América para todo el mundo entero.
Somos de los dos laredos, estamos listos para el juego. Primer Batazo ya nos miraron bien lejos de la frontera donde todos gritan Tecos. 80 años en el terreno
Somos de los dos laredos, estamos listos para el juego. Primer Batazo ya nos miraron bien lejos de la frontera donde todos gritan Tecos. 80 años en el terreno
En el terreno pasión, ganar va a ser nuestro dón, Tecos tira otro jonrón, ya toda una tradición, el rey de los 2 Laredos, el 5 veces campeón, el único en el mundo entero equipo con doble nación. No es secreto para nada que Tecos en beis es punta, 80 años haciendo historia, ya es un emblema La Junta junto con la nueva casa Sinatra Park Away número 1 sede en Texas nuestro estadio Uni-Trade. Con años de trayectoria siempre impulsando el deporte, en USA caile para el sur en México en la zona norte, aquí no importa el país somos uno en ambos lados, si la van a jugar con Tecos seguros salen ponchados. Empezó el juego, batea Tecos y toda la porra hace ruido, cuna de grandes peloteros, Uni-Trade y la Junta se han vuelto su nido, desde la primera hasta la novena Tecos domina el partido, reyes de ambos laredos, nos divide el río y ...
Somos de los dos laredos, estamos listos para el juego. Primer Batazo ya nos miraron bien lejos de la frontera donde todos gritan Tecos. 80 años en el terreno
Somos de los dos laredos, estamos listos para el juego. Primer Batazo ya nos miraron bien lejos de la frontera donde todos gritan Tecos. 80 años en el terreno
Dos Naciones Un Equipo. Tecolotes 2 Laredos. Los Caídos.

Regresaron a la postemporada en 2022 y 2023, alcanzando la serie de zona y la serie de campeonato, respectivamente. En la temporada 2023 fueron líderes de la Zona Norte con 50 ganados y 36 perdidos pero sus aspiraciones al título fueron cortadas en la final de zona 2-4 contra Algodoneros de Unión Laguna.
En el 2024 fueron invitados por primera vez a la Copa Gobernador con sede en Saltillo, Coahuila. Este es un torneo de béisbol que conjunta a los tres equipos del estado de Coahuila: Saraperos de Saltillo, Algodoneros de Unión Laguna y Acereros de Monclova. Cabe destacar que ningún equipo invitado había sido campeón del torneo y este se desarrolla el fin de semana anterior al arranque de la Liga Mexicana de Béisbol. En este cuadrangular, los Tecolotes vencieron en semifinales a los Algodoneros 6 a 3 y en la final fueron derrotados por los Acereros 1 a 0 con cuadrangular solitario de Chris Carter abriendo el octavo rollo. El 2024 parecía que sería una gran campaña y así lo fue llegando otra vez a la final de zona pero siendo derrotados 2-4 contra Sultanes de Monterrey.
En el 2025 fueron invitados otra vez a la Copa Gobernador con sede en Torreón, Coahuila. En este certamen los Tecolotes de los Dos Laredos se coronaron campeones, siendo este el primer campeonato del club desde 1989 y el primer equipo que no es del estado de Coahuila en llevarse la copa. Gran mérito fue para la defensiva de los Tecolotes y a su bullpen. En este certamen, los Tecolotes vencieron en semifinales a Saraperos 8 a 3 y  en la final derrotaron 3 a 2 a los anfitriones, los Algodoneros de Unión Laguna.

## Resultados por temporada
Estas estadísticas son actuales hasta la culminación de la temporada LMB 2023. Fuente de consulta: Quién es Quién 2023
| Campeón LMB | Subcampeón LMB | Campeón Zona Norte | Subcampeón Zona Norte | 1° División Este |

| Año                   | Estadio                    | Liga                  | Zona                  | División              | #                     | G       | P        | PCT   | JV                           |
| --------------------- | -------------------------- | --------------------- | --------------------- | --------------------- | --------------------- | ------- | -------- | ----- | ---------------------------- |
| 1940                  | La Junta                   | LMB                   |                       |                       | 6°                    | 30      | 48       | 0.385 | 24.5                         |
| 1944                  | La Junta                   | LMB                   |                       |                       | 4°                    | 47      | 42       | 0.528 | 5.0                          |
| 1945                  | La Junta                   | LMB                   |                       |                       | 2°                    | 48      | 42       | 0.533 | 4.0                          |
| 1946                  | La Junta                   | LMB                   |                       |                       | 6°                    | 48      | 50       | 0.490 | 8.5                          |
| 1949                  | La Junta                   | LMB                   |                       |                       | 8°                    | 31      | 53       | 0.369 | 20.5                         |
| 1950                  | La Junta                   | LMB                   |                       |                       | 8°                    | 31      | 53       | 0.369 | 19.0                         |
| 1951                  | La Junta                   | LMB                   |                       |                       | 8°                    | 34      | 50       | 0.405 | 15.0                         |
| 1952                  | La Junta                   | LMB                   |                       |                       | 5°                    | 38      | 52       | 0.422 | 19.0                         |
| 1953                  | La Junta                   | LMB                   |                       |                       | 1°                    | 43      | 33       | 0.566 | —                            |
| 1954                  | La Junta                   | LMB                   |                       |                       | 1°                    | 56      | 24       | 0.700 | —                            |
| 1955                  | La Junta                   | LMB                   |                       |                       | 1°                    | 53      | 47       | 0.530 | —                            |
| 1956                  | La Junta                   | LMB                   |                       |                       | 6°                    | 42      | 78       | 0.350 | 41.0                         |
| 1957                  | La Junta                   | LMB                   |                       |                       | 5°                    | 56      | 64       | 0.467 | 12.0                         |
| 1958                  | La Junta                   | LMB                   |                       |                       | 1°                    | 75      | 45       | 0.625 | —                            |
| 1959                  | La Junta                   | LMB                   |                       |                       | 2°                    | 78      | 68       | 0.534 | 6.0                          |
| 1976                  | La Junta                   | LMB                   | Norte                 | Este                  | 4°                    | 54      | 82       | 0.397 | 13.5                         |
| 1977                  | La Junta                   | LMB                   | Norte                 | Este                  | 1°                    | 77      | 75       | 0.507 | —                            |
| 1978                  | La Junta                   | LMB                   | Norte                 | Este                  | 3°                    | 68      | 79       | 0.463 | 9.0                          |
| 1979                  | La Junta                   | LMB                   | Norte                 | Este                  | 1°                    | 75      | 60       | 0.556 | —                            |
| 1980                  | La Junta                   | LMB                   | Norte                 | Este                  | 3°                    | 49      | 46       | 0.516 | 12.5                         |
| 1981                  | La Junta                   | LMB                   | Norte                 | Este                  | 1°                    | 75      | 50       | 0.600 | —                            |
| 1982                  | La Junta                   | LMB                   | Norte                 | Este                  | 1°                    | 78      | 53       | 0.595 | —                            |
| 1983                  | La Junta                   | LMB                   | Norte                 |                       | 5°                    | 58      | 59       | 0.496 | 5.5                          |
| 1984                  | La Junta                   | LMB                   | Norte                 |                       | 2°                    | 64      | 53       | 0.547 | 1.0                          |
| 1985                  | La Junta West Martin Field | LMB                   | Norte                 |                       | 2°                    | 67      | 60       | 0.527 | —                            |
| 1986                  | La Junta West Martin Field | LMB                   | Norte                 |                       | 4°                    | 67      | 57       | 0.540 | 7.5                          |
| 1987                  | La Junta West Martin Field | LMB                   | Norte                 |                       | 3°                    | 61      | 59       | 0.508 | 3.5                          |
| 1988                  | La Junta West Martin Field | LMB                   | Norte                 |                       | 1°                    | 77      | 51       | 0.602 | —                            |
| 1989                  | La Junta West Martin Field | LMB                   | Norte                 |                       | 1°                    | 82      | 50       | 0.621 | —                            |
| 1990                  | La Junta West Martin Field | LMB                   | Norte                 |                       | 1°                    | 81      | 50       | 0.618 | —                            |
| 1991                  | La Junta West Martin Field | LMB                   | Norte                 |                       | 2°                    | 67      | 54       | 0.554 | 15.5                         |
| 1992                  | La Junta West Martin Field | LMB                   | Norte                 |                       | 1°                    | 71      | 61       | 0.538 | —                            |
| 1993                  | La Junta West Martin Field | LMB                   | Norte                 |                       | 1°                    | 76      | 53       | 0.589 | —                            |
| 1994                  | La Junta West Martin Field | LMB                   | Norte                 |                       | 6°                    | 64      | 67       | 0.489 | 15.5                         |
| 1995                  | La Junta West Martin Field | LMB                   | Norte                 |                       | 4°                    | 62      | 54       | 0.534 | 12.5                         |
| 1996                  | La Junta West Martin Field | LMB                   | Norte                 |                       | 5°                    | 48      | 65       | 0.424 | 33.0                         |
| 1997                  | La Junta Veterans Field    | LMB                   | Norte                 |                       | 5°                    | 55      | 64       | 0.462 | 12.5                         |
| 1998                  | La Junta Veterans Field    | LMB                   | Norte                 |                       | 6°                    | 50      | 71       | 0.413 | 31.0                         |
| 1999                  | La Junta Veterans Field    | LMB                   | Norte                 |                       | 4°                    | 53      | 65       | 0.449 | 20.5                         |
| 2000                  | La Junta Veterans Field    | LMB                   | Norte                 |                       | 5°                    | 54      | 66       | 0.450 | 23.5                         |
| 2001                  | La Junta Veterans Field    | LMB                   | Norte                 |                       | 6°                    | 48      | 72       | 0.400 | 20.0                         |
| 2002                  | La Junta Veterans Field    | LMB                   | Norte                 |                       | 3°                    | 62      | 48       | 0.564 | 12.0                         |
| 2003                  | La Junta                   | LMB                   | Norte                 |                       | 5°                    | 53      | 56       | 0.486 | 15.5                         |
| 2008                  | Nuevo Laredo               | LMB                   | Norte                 |                       | 8°                    | 39      | 70       | 0.358 | 30.0                         |
| 2009                  | Nuevo Laredo               | LMB                   | Norte                 |                       | 8°                    | 35      | 71       | 0.330 | 35.5                         |
| 2010                  | Nuevo Laredo               | LMB                   | Norte                 |                       | 8°                    | 32      | 72       | 0.308 | 32.0                         |
| P2018                 | Nuevo Laredo Uni-Trade     | LMB                   | Norte                 |                       | 8°                    | 18      | 39       | 0.316 | 19.0                         |
| O2018                 | Nuevo Laredo Uni-Trade     | LMB                   | Norte                 |                       | 4°                    | 33      | 24       | 0.579 | 9.5                          |
| 2019                  | La Junta Uni-Trade         | LMB                   | Norte                 |                       | 5°                    | 60      | 60       | 0.500 | 15.0                         |
| 2020                  | La Junta Uni-Trade         | LMB                   | Norte                 |                       | —                     | —       | —        | —     | —                            |
| 2021                  | La Junta Uni-Trade         | LMB                   | Norte                 |                       | 8°                    | 30      | 36       | 0.455 | 17.5                         |
| 2022                  | La Junta Uni-Trade         | LMB                   | Norte                 |                       | 2°                    | 59      | 27       | 0.686 | 1.0                          |
| 2023                  | La Junta Uni-Trade         | LMB                   | Norte                 |                       | 1°                    | 50      | 36       | 0.581 | —                            |
| 2024                  | La Junta Uni-Trade         | LMB                   | Norte                 |                       | 2°                    | 54      | 39       | 0.581 | 0.5                          |
| Totales (hasta T2024) | Totales (hasta T2024)      | Totales (hasta T2024) | Totales (hasta T2024) | Totales (hasta T2024) | Totales (hasta T2024) | Ganados | Perdidos | PCT   |                              |
| Totales (hasta T2024) | Totales (hasta T2024)      | Totales (hasta T2024) | Totales (hasta T2024) | Totales (hasta T2024) | Totales (hasta T2024) | 2,916   | 2,903    | 0.501 | Temporada Regular            |
| Totales (hasta T2024) | Totales (hasta T2024)      | Totales (hasta T2024) | Totales (hasta T2024) | Totales (hasta T2024) | Totales (hasta T2024) | 117     | 110      | 0.515 | Playoffs                     |
| Totales (hasta T2024) | Totales (hasta T2024)      | Totales (hasta T2024) | Totales (hasta T2024) | Totales (hasta T2024) | Totales (hasta T2024) | 3,033   | 3,013    | 0.502 | Temporada Regular + Playoffs |

- La temporada de la Liga Mexicana de Béisbol de 1940 presenta cierta confusión. En la Enciclopedia del Béisbol Mexicano de 1998.[3] y libros como el Quién es Quién de 1998, marcan que Tecolotes tuvo un récord de 30G-48P y un PCT de 0.385 con 24.5 juegos por detrás del líder. Mientras que en el Quién es Quién 2023 marca un récord de 39G-48P y un PCT de 0.448 con 24.5 juegos por detrás del líder[4]
- Otra confusión es que en el Quién es Quién 2023 hasta la finalización de la temporada 2022 se tienen 2811 victorias, 2828 descalabros, 5651 juegos y un PCT de 0.498. Mientras que los cálculos sobre los mismos reportes dan 2812 victorias. En este análisis el número de juegos no esta contemplado al no haber revisado exhaustivamente temporadas con empates. Los playoffs concuerdan.
- En el Quién es Quién 2024 hasta la finalización de la temporada 2023 se tienen 2915 victorias, 2903 descalabros, 5830 juegos y un PCT de 0.501.

## Postemporada: apariciones y resultados
El equipo de Tecolotes ha sido ganador de 5 campeonatos de Liga Mexicana de Béisbol. Hasta antes de la temporada de 2025 tiene un registro de 117 ganados y 110 perdidos con 22 series ganadas y 19 series perdidas. Desde 1973 que se instauró formalmente la postemporada se ha avanzado a Playoff en 20 ocasiones. Ha ganado 13 juegos de Serie del Rey con 19 descalabros puesto que en 1955 fueron partidos extra por el desempate en liga. Su porcentaje de series ganadas en playoffs es de .537.

### Apariciones en postemporada
| Año   | 1° Playoff | 1° Playoff | Serie de Zona  | Serie de Zona | Serie de Campeonato | Serie de Campeonato | Serie del Rey | Serie del Rey |
| ----- | ---------- | ---------- | -------------- | ------------- | ------------------- | ------------------- | ------------- | ------------- |
| 1955  |            |            |                |               |                     |                     | Tigres        | 0-2           |
| 1977  |            |            | U. Laguna      | 4-2           | Saltillo            | 4-2                 | México        | 4-1           |
| 1979  |            |            | Cd. Juárez     | 3-4           |                     |                     |               |               |
| 1981  |            |            | Cd. Juárez     | 4-2           | Reynosa             | 1-4                 |               |               |
| 1982  |            |            | Saltillo       | 1-4           |                     |                     |               |               |
| 1984  |            |            | Cd. Juárez     | 1-4           |                     |                     |               |               |
| 1985  |            |            | Monclova       | 4-0           | Aguascalientes      | 4-2                 | México        | 1-4           |
| 1986  |            |            | Monclova       | 2-4           |                     |                     |               |               |
| 1987  |            |            | Aguascalientes | 4-1           | Monclova            | 4-1                 | México        | 1-4           |
| 1988  |            |            | Saltillo       | 2-4           |                     |                     |               |               |
| 1989  |            |            | Monterrey      | 4-3           | Saltillo            | 4-3                 | Yucatán       | 4-2           |
| 1990  |            |            | Monclova       | 4-3           | U. Laguna           | 2-4                 |               |               |
| 1991  |            |            | Industriales   | 0-4           |                     |                     |               |               |
| 1992  |            |            | Saltillo       | 4-2           | U. Laguna           | 4-2                 | Tigres        | 2-4           |
| 1993  |            |            | Aguascalientes | 4-1           | Monterrey           | 4-1                 | Tabasco       | 1-4           |
| 1995  |            |            | Reynosa        | 3-4           |                     |                     |               |               |
| 2002  |            |            | Saltillo       | 4-2           | México              | 3-4                 |               |               |
| O2018 |            |            | Monclova       | 1-4           |                     |                     |               |               |
| 2022  | U. Laguna  | 4-1        | Monterrey      | 1-4           |                     |                     |               |               |
| 2023  | Monclova   | 4-0        | Monterrey      | 4-2           | U. Laguna           | 2-4                 |               |               |
| 2024  | Monclova   | 4-2        | U. Laguna      | 4-1           | Monterrey           | 2-4                 |               |               |
| 2025  | Monclova   | 4-3        | Monterrey      |               |                     |                     |               |               |

### Resultados por postemporada
| Año   | Resultado                         | Ronda                 | Rival                      | Récord | Récord | Récord |
| ----- | --------------------------------- | --------------------- | -------------------------- | ------ | ------ | ------ |
| 1955  | Subcampeón LMB                    | Liga Desempate        | Tigres de México           | P      | 0      | 2      |
| 1977  | Campeón LMB Campeón Zona Norte    | Serie de Zona         | Algodoneros de U. Laguna   | G      | 4      | 2      |
| 1977  | Campeón LMB Campeón Zona Norte    | Serie de Campeonato   | Saraperos de Saltillo      | G      | 4      | 2      |
| 1977  | Campeón LMB Campeón Zona Norte    | Serie de Rey          | Diablos Rojos del México   | G      | 4      | 1      |
| 1979  | Serie de Zona                     | Serie de Zona         | Indios de Ciudad Juárez    | P      | 3      | 4      |
| 1981  | Subcampeón Zona Norte             | Serie de Zona         | Indios de Ciudad Juárez    | G      | 4      | 2      |
| 1981  | Subcampeón Zona Norte             | Serie de Campeonato   | Broncos de Reynos          | P      | 1      | 4      |
| 1982  | Serie de Zona                     | Serie de Zona         | Saraperos de Saltillo      | P      | 1      | 4      |
| 1984  | Serie de Zona                     | Serie de Zona         | Indios de Ciudad Juárez    | P      | 1      | 4      |
| 1985  | Subcampeón LMB Campeón Zona Norte | Serie de Zona         | Acereros de Monclova       | G      | 4      | 0      |
| 1985  | Subcampeón LMB Campeón Zona Norte | Serie de Campeonato   | Rieleros de Aguascalientes | G      | 4      | 2      |
| 1985  | Subcampeón LMB Campeón Zona Norte | Serie del Rey         | Diablos Rojos del México   | P      | 1      | 4      |
| 1986  | Serie de Zona                     | Serie de Zona         | Acereros de Monclova       | P      | 2      | 4      |
| 1987  | Subcampeón LMB Campeón Zona Norte | Serie de Zona         | Rieleros de Aguascalientes | G      | 4      | 1      |
| 1987  | Subcampeón LMB Campeón Zona Norte | Serie de Campeonato   | Acereros de Monclova       | G      | 4      | 1      |
| 1987  | Subcampeón LMB Campeón Zona Norte | Serie del Rey         | Diablos Rojos del México   | P      | 1      | 4      |
| 1988  | Serie de Zona                     | Serie de Zona         | Saraperos de Saltillo      | P      | 2      | 4      |
| 1989  | Campeón LMB Campeón Zona Norte    | Serie de Zona         | Sultanes de Monterrey      | G      | 4      | 3      |
| 1989  | Campeón LMB Campeón Zona Norte    | Serie de Campeonato   | Saraperos de Saltillo      | G      | 4      | 3      |
| 1989  | Campeón LMB Campeón Zona Norte    | Serie del Rey         | Leones de Yucatán          | G      | 4      | 2      |
| 1990  | Subcampeón Zona Norte             | Serie de Zona         | Acereros de Monclova       | G      | 4      | 3      |
| 1990  | Subcampeón Zona Norte             | Serie de Campeonato   | Algodoneros de U. Laguna   | P      | 2      | 4      |
| 1991  | Serie de Zona                     | Serie de Zona         | Industriales de Monterrey  | P      | 0      | 4      |
| 1992  | Subcampeón LMB Campeón Zona Norte | Serie de Zona         | Saraperos de Saltillo      | G      | 4      | 2      |
| 1992  | Subcampeón LMB Campeón Zona Norte | Serie de Campeonato   | Algodoneros de U. Laguna   | G      | 4      | 2      |
| 1992  | Subcampeón LMB Campeón Zona Norte | Serie del Rey         | Tigres de México           | P      | 2      | 4      |
| 1993  | Subcampeón LMB Campeón Zona Norte | Serie de Zona         | Rieleros de Aguascalientes | G      | 4      | 1      |
| 1993  | Subcampeón LMB Campeón Zona Norte | Serie de Campeonato   | Sultanes de Monterrey      | G      | 4      | 1      |
| 1993  | Subcampeón LMB Campeón Zona Norte | Serie del Rey         | Olmecas de Tabasco         | P      | 1      | 4      |
| 1995  | Serie de Zona                     | Serie de Zona         | Broncos de Reynosa         | P      | 3      | 4      |
| 2002  | Subcampeón Zona Norte             | Serie de Zona         | Saraperos de Saltillo      | G      | 4      | 2      |
| 2002  | Subcampeón Zona Norte             | Serie de Campeonato   | Diablos Rojos del México   | P      | 3      | 4      |
| O2018 | Serie de Zona                     | Serie de Zona         | Acereros de Monclova       | P      | 1      | 4      |
| 2022  | Serie de Zona                     | 1° Playoff            | Algodoneros de U. Laguna   | G      | 4      | 1      |
| 2022  | Serie de Zona                     | Serie de Zona         | Sultanes de Monterrey      | P      | 1      | 4      |
| 2023  | Subcampeón Zona Norte             | 1° Playoff            | Acereros de Monclova       | G      | 4      | 0      |
| 2023  | Subcampeón Zona Norte             | Serie de Zona         | Sultanes de Monterrey      | G      | 4      | 2      |
| 2023  | Subcampeón Zona Norte             | Serie de Campeonato   | Algodoneros de U. Laguna   | P      | 2      | 4      |
| 2024  | Subcampeón Zona Norte             | 1° Playoff            | Acereros de Monclova       | G      | 4      | 2      |
| 2024  | Subcampeón Zona Norte             | Serie de Zona         | Algodoneros de U. Laguna   | G      | 4      | 1      |
| 2024  | Subcampeón Zona Norte             | Serie de Campeonato   | Sultanes de Monterrey      | P      | 2      | 4      |
| 2025  |                                   | 1° Playoff            | Acereros de Monclova       | G      | 4      | 3      |
| 2025  | Serie de Zona                     | Sultanes de Monterrey |                            |        |        |        |
| 21    | Totales                           | Totales               | Totales                    | 23–19  | 121    | 113    |

## Títulos
Los Tecolotes cuentan con 5 campeonatos de liga y 6 títulos divisionales.De sus 5 campeonatos de liga: 3 fueron por ser el equipo con mayor porcentaje de victorias (1953, 1954, 1958) y 2 por medio de postemporada (1977 y 1989). Además ha ganado una Copa Gobernador que es un torneo amistoso de pretemporada (2025).

### Títulos nacionales oficiales
| Torneo oficial (11)              | Títulos                            | Subcampeonatos                           |
| -------------------------------- | ---------------------------------- | ---------------------------------------- |
| Liga Mexicana de Béisbol (5/7)   | 1953, 1954, 1958, 1977, 1989       | 1945, 1955, 1959, 1985, 1987, 1992, 1993 |
| LMB Zona Norte (6/5)             | 1977, 1985, 1987, 1989, 1992, 1993 | 1981, 1990, 2002, 2023, 2024             |
| LMB Zona Norte División Este (4) | 1977, 1979, 1981, 1982             |                                          |

#### Campeonatos en Liga Mexicana de Béisbol
| Año  | Campeón                      | Serie | Subcampeón               | Mánager Campeón           |
| ---- | ---------------------------- | ----- | ------------------------ | ------------------------- |
| 1953 | Tecolotes de Nuevo Laredo    | *     | Sultanes de Monterrey    | Adolfo Luque              |
| 1954 | Tecolotes de Nuevo Laredo    | *     | Leones de Yucatán        | Adolfo Luque              |
| 1958 | Tecolotes de Nuevo Laredo    | *     | Diablos Rojos del México | José "Cheo" Ramos         |
| 1977 | Tecolotes de Nuevo Laredo    | 4-1   | Diablos Rojos del México | Jorge Fitch Díaz          |
| 1989 | Tecolotes de los Dos Laredos | 4-2   | Leones de Yucatán        | José "Zacatillo" Guerrero |

### Títulos nacionales amistosos
| Torneo amistoso (1)   | Títulos | Subcampeonatos |
| --------------------- | ------- | -------------- |
| Copa Gobernador (1/1) | 2025    | 2024           |

## Campeones Individuales de Bateo
Estadísticas obtenidas del Libro Quién es Quién 2023.

### Campeones Bateadores
| Año  | Nombre        | PCT  |
| ---- | ------------- | ---- |
| 1958 | Pablo Bernard | .371 |

### Campeones Carreras Anotadas
| Año  | Nombre                    | CA  |
| ---- | ------------------------- | --- |
| 1945 | Agustín "Pijini" Bejerano | 87  |
| 1954 | Alejandro Moreno          | 94  |
| 1958 | Pablo Bernard             | 106 |
| 1983 | Ron Arnold                | 92  |

### Campeones Hits
| Año  | Nombre         | H   |
| ---- | -------------- | --- |
| 1953 | Barney Serrell | 109 |
| 1954 | Barney Serrell | 126 |
| 1958 | Pablo Bernard  | 182 |

### Campeones Hits Dobles
| Año  | Nombre            | H2 |
| ---- | ----------------- | -- |
| 1954 | Barney Serrell    | 33 |
| 1958 | Óscar Sardiñas(1) | 31 |
| 1984 | Andrés Mora       | 36 |
| 2023 | Luis Jiménez      | 31 |

### Campeones Hits Triples
| Año   | Nombre         | H3 |
| ----- | -------------- | -- |
| 1953  | Barney Serrell | 9  |
| 1954  | Barney Serrell | 9  |
| O2018 | Johnny Davis   | 6  |
| 2024  | Danry Vásquez  | 9  |

### Campeones Jonroneros
| Año  | Nombre               | HR |
| ---- | -------------------- | -- |
| 1953 | Héctor Lara          | 13 |
| 1957 | Earl "Mickey" Taborn | 27 |
| 1982 | Andrés Mora(2)       | 25 |
| 1983 | Carlos Soto          | 22 |
| 1985 | Andrés Mora          | 41 |
| 1994 | Marco Antonio Romero | 38 |
| 2002 | Roberto Saucedo      | 32 |

### Campeones Productores
| Año  | Nombre           | CP |
| ---- | ---------------- | -- |
| 1954 | Fernando Pedrozo | 80 |
| 1958 | Herminio Cortés  | 98 |
| 1982 | Andrés Mora(2)   | 80 |

### Campeones Bases Robadas
| Año   | Nombre                    | BR |
| ----- | ------------------------- | -- |
| 1946  | Agustín "Pijini" Bejerano | 47 |
| 1954  | Alejandro Moreno          | 20 |
| 1991  | Dwight Taylor             | 72 |
| O2018 | Johnny Davis              | 28 |
| 2019  | Johnny Davis(3)           | 54 |

### Campeones Ground Out to Air Out Radio
| Año  | Nombre           | GO/AO |
| ---- | ---------------- | ----- |
| 2009 | Héctor Castañeda | 2.89  |

### Campeones Slugging
| Año  | Nombre               | SLG  |
| ---- | -------------------- | ---- |
| 1957 | Earl "Mickey" Taborn | .589 |

1 Comenzó la temporada con Monterrey.
2 Comenzó la temporada con Saltillo.
3 Terminó la temporada con Oaxaca

## Campeones Individuales de Pitcheo
Estadísticas obtenidas del Libro Quién es Quién 2023.

### Campeones en Porcentaje de Ganados y Perdidos
| Año  | Nombre                 | PCT          |
| ---- | ---------------------- | ------------ |
| 1945 | Juan Guerrero          | 0.846 (11-2) |
| 1953 | Jesús Moreno           | 0.857 (18-3) |
| 1954 | Tomás Arroyo           | 0.938 (15-1) |
| 1958 | Romeo Cadena           | 0.875 (7-1)  |
| 1988 | Dave Walsh             | 0.933 (14-1) |
| 1990 | Luis Trinidad Castillo | 0.900 (9-1)  |

### Campeones de Efectividad
| Año  | Nombre                | PCLA |
| ---- | --------------------- | ---- |
| 1945 | Juan Guerrero         | 2.87 |
| 1950 | Pedro Antúnez(4)      | 1.87 |
| 1953 | Jesús Moreno          | 1.75 |
| 1958 | Julio Moreno          | 2.70 |
| 1987 | Robin Fernández Fuson | 2.67 |
| 1988 | Dave Walsh            | 1.73 |

### Campeones de Juegos Ganados
| Año   | Nombre          | JG |
| ----- | --------------- | -- |
| 1945  | Agapito Mayor   | 23 |
| 1946  | Agapito Mayor   | 20 |
| 1953  | Jesús Moreno    | 18 |
| 1954  | Tomás Arroyo    | 15 |
| 1995  | Ángel Moreno    | 16 |
| 2000  | José Nuñez      | 13 |
| O2018 | Terance Marín   | 7  |
| 2023  | Brandon Brennan | 11 |

### Campeones de Ponches
| Año  | Nombre                    | SO      |
| ---- | ------------------------- | ------- |
| 1940 | Edward Porter             | 232     |
| 1945 | Agapito Mayor             | 156     |
| 1977 | Byron McLaughlin          | 221     |
| 1995 | Ángel Moreno Aarón Quiroz | 108 108 |
| 2021 | Jackson Stephens          | 69      |

### Campeones de Juegos Completos
| Año  | Nombre          | CG |
| ---- | --------------- | -- |
| 2023 | Brandon Brennan | 1  |

### Campeones de Blanqueadas
| Año  | Nombre        | SHO |
| ---- | ------------- | --- |
| 2008 | Wilton Chávez | 2   |
| 2024 | Nate Antone   | 1   |

### Campeones de Entradas Lanzadas
| Año  | Nombre     | EL    |
| ---- | ---------- | ----- |
| 2000 | José Nuñez | 214.2 |

### Campeones de WHIP
| Año  | Nombre              | WHIP |
| ---- | ------------------- | ---- |
| 2009 | Enrique Quintanilla | 0.94 |

### Campeones de Juegos Salvados
| Año  | Nombre       | SV |
| ---- | ------------ | -- |
| 1990 | Jeff Perry   | 27 |
| 1993 | Jay Baller   | 30 |
| 2019 | Román Méndez | 32 |

### Campeones de GO/AO
| Año  | Nombre           | GO/AO |
| ---- | ---------------- | ----- |
| 2023 | Ricardo Pinto(5) | 2.03  |
| 2024 | Robert Stock     | 2.20  |

### Campeones de BABIP
| Año  | Nombre              | BABIP |
| ---- | ------------------- | ----- |
| 2009 | Enrique Quintanilla | .239  |
| 2019 | Cesilio Pimentel    | .289  |

### Campeones de Pickoffs
| Año  | Nombre          | PK |
| ---- | --------------- | -- |
| 2023 | Brandon Brennan | 6  |

### Campeones de BB/9
| Año  | Nombre              | BB/9 |
| ---- | ------------------- | ---- |
| 2009 | Enrique Quintanilla | 1.30 |

### Campeones de K/BB
| Año  | Nombre              | K/BB |
| ---- | ------------------- | ---- |
| 2009 | Enrique Quintanilla | 3.55 |

4 Comenzó la temporada con el Águila.
5 Terminó la temporada con el México.

## Campeones Individuales Defensivos
Estadísticas obtenidas de la Enciclopedia del Béisbol Mexicano y de los Libros Quién es Quién por años. Búsqueda exhaustiva por Alejandro I. Trejo-Castro.
******SECCIÓN EN PROGRESO***************
Hasta el momento se ha revisado QesQ 2009, 2019-2023. Además de las temporadas 1940-50 en la Enciclopedia del Béisbol Mexicano.

### Pitcher
| Año  | Nombre           | PCT   |
| ---- | ---------------- | ----- |
| 2019 | Cesilio Pimentel | 1.000 |

### Catcher
| Año  | Nombre       | PCT   |
| ---- | ------------ | ----- |
| 1945 | Carlos Colas | 0.980 |

### Primera Base
| Año | Nombre | PCT |
| --- | ------ | --- |
|     |        |     |

### Segunda Base
| Año | Nombre | PCT |
| --- | ------ | --- |
|     |        |     |

### Tercera Base
| Año  | Nombre           | PCT   |
| ---- | ---------------- | ----- |
| 2008 | Pedro Castellano | 0.970 |

### Shortstop
| Año | Nombre | PCT |
| --- | ------ | --- |
|     |        |     |

### Jardínero
| Año  | Nombre           | PCT   | Especifica          |
| ---- | ---------------- | ----- | ------------------- |
| 1940 | Clemente Delgado | 0.990 |                     |
| 2008 | Gregorio Vázquez | 1.000 | Jardínero Central   |
| 2008 | Noé Mata         | 0.990 | Jardinero Derecho   |
| 2019 | Leo Germán       | 1.000 | Jardínero Izquierdo |
| 2021 | Paulo Orlando(5) | 0.993 | Jardínero Central   |

5 Terminó la temporada con el Águila.

## Nominaciones Especiales
Estadísticas obtenidas del Libro Quién es Quién 2023.

### Novato del año
- 1954  Alejandro Moreno
- 1983  Jesús Antonio Barrera

### Retorno del año
- 2018   José Pablo Oyervides[31]

### Mánager del año
- 2023  Félix Fermín[32]

### Ejecutivo del año
- '1977'  Tomás Herrera Olachea.
- '1989'  Víctor Lozano Rendón

## Juegos Perfectos y Juegos Sin Hit Ni Carrera
El primer juego perfecto en la historia de la Liga Mexicana de Béisbol lo realizó Ramiro Cuevas de Tecolotes de Nuevo Laredo venciendo 1 a 0 al México el 14 de agosto de 1953. El segundo juego perfecto del equipo y el sexto en la historia de la LMB fue gracias a Víctor García. Estadísticas obtenidas del Libro Quién es Quién 2023.

### Juegos Perfectos
| # | Nombre        | Nombre        | Equipo                    | Equipo                    | Fecha        | Fecha | Rival      | Resultado | Lugar                          | Entradas |
| - | ------------- | ------------- | ------------------------- | ------------------------- | ------------ | ----- | ---------- | --------- | ------------------------------ | -------- |
| 1 | Ramiro Cuevas | Ramiro Cuevas | Tecolotes de Nuevo Laredo | Tecolotes de Nuevo Laredo | 14 de agosto | 1953  | México     | 1-0       | Parque Delta, Ciudad de México | 9        |
| 2 | Víctor García | Víctor García | Tecolotes de Nuevo Laredo | Tecolotes de Nuevo Laredo | 26 de abril  | 1981  | Cd. Juárez | 1-0       | Parque La Junta, Nuevo Laredo  | 7        |

### Juegos Sin Hit Ni Carrera
| # | Nombre          | Nombre          | Equipo                       | Equipo                       | Fecha       | Fecha | Rival     | Resultado | Lugar                                | Entradas |
| - | --------------- | --------------- | ---------------------------- | ---------------------------- | ----------- | ----- | --------- | --------- | ------------------------------------ | -------- |
| 1 | Gary Beare      | Gary Beare      | Tecolotes de Nuevo Laredo    | Tecolotes de Nuevo Laredo    | 25 de mayo  | 1981  | México    | 2-0       | Parque La Junta, Nuevo Laredo        | 7        |
| 2 | Jesse Jefferson | Jesse Jefferson | Tecolotes de Nuevo Laredo    | Tecolotes de Nuevo Laredo    | 7 de julio  | 1982  | Chihuahua | 9-0       | Estadio Manuel L. Almanza, Chihuahua | 7        |
| 3 | Leonel García   | Leonel García   | Tecolotes de Nuevo Laredo    | Tecolotes de Nuevo Laredo    | 18 de julio | 1982  | Reynosa   | 5-0       | Estadio Adolfo López Mateos, Reynosa | 7        |
| 4 | Ernesto Barraza | Ernesto Barraza | Tecolotes de los Dos Laredos | Tecolotes de los Dos Laredos | 1 de abril  | 1992  | Córdoba   | 5-0       | Estadio "Beisborama", Córdoba        | 7        |
| 5 | Obed Vega       | Obed Vega       | Tecolotes de los Dos Laredos | Tecolotes de los Dos Laredos | 4 de agosto | 1998  | Saltillo  | 7-0       | Veterans Field, Laredo, Texas        | 9        |

#### Juego Perfecto de Ramiro Cuevas
Viernes 14 de agosto de 1953, en el Parque Delta de la Ciudad de México.
Extracto de la Enciclopedia del Béisbol Mexicano de 1998.
La noche del viernes 14 de agosto de 1953, el pitcher derecho Ramiro Cuevas, se convirtió en el primer pitcher en la historia de la Liga Mexicana, de lanzar Juego Perfecto. Defendiendo la franela de los Tecolotes de Nuevo Laredo, procedió a retirar a 27 bateadores de los Diablos Rojos en forma consecutiva. El momento de peligro vino en la séptima entrada cuando "Gilillo" Villarreal conectó poderosa línea por encima de la cabeza del segunda base Barney Serrell, quien en un salto sensacional atrapó la esférica para conservar la joya de pitcheo. La pizarra final fue de 1 carrera a 0. El último out del partido fue del mánager José Luis "Chile" Gómez, que entró a batear de emergente por el pitcher Juan Conde y Cuevas lo dominó con rola a la segunda base para el out 27. 
1. Primer inning: Villarreal, rola a tercera; Zendejas, ponche; "Chimuelo" Garza, rola a short stop.
2. Segundo inning: Solano, elevado al center; Galata, elevado al center; García, elevado a la segunda.
3. Tercer inning: Navarro, rola a tercera; González, fly al center; Conde, rola al short stop.
4. Cuarto inning: Villarreal, rola a tercera; Zendejas, eleva al central; "Chimuelo" Garza, se poncha.
5. Quinto inning: Solano, roletea a tercera; Galata, fly a la primera; García, eleva al center.
6. Sexto inning: Navarro, rola al short; González, ponche; Conde, rola al short stop.
7. Séptimo inning: Villarreal, atrapadón de Serrell; Zendejas, rola a tercera; "Chimuelo" Garza elevado al left.
8. Octavo inning: Solano, fly al center; Galata, foul fly al catcher; García, eleva al derecho.
9. Noveno inning: Navarro, eleva al derecho; Chiquini batea de emergente por González y roletea al short; "Chile" Gómez entra de emergente por Juan Conde y es dominado con rola a la segunda base para el put 27.

La carrera de los Tecolotes caería en el tercer rollo, gracias a que Barney Serrell conectaba sencillo para que José Adam timbrara la primera y única carrera del encuentro. Al final, el parque Delta aplaudió el trabajo del lanzador visitante mientras que los jugadores felicitaban a Cuevas tras su labor en la loma, finalizando el encuentro en un tiempo de 1 hora con 22 minutos.
| Box Score                                                                                                   | Box Score    | Box Score    | Box Score    | Box Score    | Box Score    | Box Score    | Box Score                | Box Score | Box Score | Box Score | Box Score | Box Score | Box Score |
| Nuevo Laredo                                                                                                | Nuevo Laredo | Nuevo Laredo | Nuevo Laredo | Nuevo Laredo | Nuevo Laredo | Nuevo Laredo | México                   | México    | México    | México    | México    | México    | México    |
| Nombre | V            | C            | H            | O            | A            | E            | Nombre                   | V         | C         | H         | O         | A         | E         |
| --- | ------------ | ------------ | ------------ | ------------ | ------------ | ------------ | ------------------------ | --------- | --------- | --------- | --------- | --------- | --------- |
| José Adam (CF)                                                                                              | 4            | 1            | 2            | 5            | 0            | 0            | Gilberto Villarreal (SS) | 3         | 0         | 0         | 1         | 2         | 0         |
| Humberto Ledezma (SS)                                                                                       | 2            | 0            | 0            | 0            | 5            | 0            | Celso Zendejas (2B)      | 3         | 0         | 0         | 3         | 2         | 0         |
| Barney Serrell (2B)                                                                                         | 4            | 0            | 1            | 3            | 1            | 0            | Regino Garza (CF)        | 3         | 0         | 0         | 5         | 0         | 0         |
| Arche Brathwaite (RF)                                                                                       | 3            | 0            | 0            | 2            | 0            | 0            | Claudio Solano (LF)      | 3         | 0         | 0         | 3         | 0         | 0         |
| Edrick Kelman (C)                                                                                           | 4            | 0            | 0            | 4            | 0            | 0            | Raúl Galata (1B)         | 3         | 0         | 0         | 9         | 0         | 0         |
| Héctor Lara (LF)                                                                                            | 3            | 0            | 0            | 1            | 0            | 0            | Fernando García (LF)     | 3         | 0         | 0         | 2         | 0         | 0         |
| Jorge Bravo (1B)                                                                                            | 3            | 0            | 1            | 12           | 0            | 0            | Raúl Navarro (C)         | 3         | 0         | 0         | 3         | 1         | 0         |
| Servando Capetillo (3B)                                                                                     | 3            | 0            | 1            | 0            | 5            | 0            | José González (3B)       | 2         | 0         | 0         | 1         | 3         | 0         |
| Ramiro Cuevas (P)                                                                                           | 3            | 0            | 0            | 0            | 0            | 0            | (a) Miguel Chiquini      | 1         | 0         | 0         | 0         | 0         | 0         |
| |              |              |              |              |              |              | Juan Conde (P)           | 2         | 0         | 0         | 0         | 1         | 0         |
| (b) José Luis Gómez                                                                                         | 1            | 0            | 0            | 0            | 0            | 0            |                          |           |           |           |           |           |           |
| Totales: | 29           | 1            | 5            | 27           | 11           | 0            | Totales:                 | 27        | 0         | 0         | 27        | 9         | 0         |
| Nuevo Laredo                                                                                                | 001          | 001          | 000          | 000          | 000          | 000          | -1                       |           |           |           |           |           |           |
| México | 000          | 000          | 000          | 000          | 000          | 000          | -0                       |           |           |           |           |           |           |
| (a) roleteó al short stop por González en la 9.ª                                                            |              |              |              |              |              |              |                          |           |           |           |           |           |           |
| (b) roleteó a 2.ª bateando por Conde en la 9.ª                                                              |              |              |              |              |              |              |                          |           |           |           |           |           |           |
| S: Ledesma, 2.- BR: Adam.- DP: Villarreal a Zendejas a Galata.- CP: Barney Serrell                          |              |              |              |              |              |              |                          |           |           |           |           |           |           |
| G: Brathwaite por Conde.- DB Laredo 4, México 0.- Umpites: Stankiewicz, Tinoco y Palma.- Tiempo: 1:22 horas |              |              |              |              |              |              |                          |           |           |           |           |           |           |
| Datos: Enciclopedia del Béisbol Mexicano 1998.                                                              |              |              |              |              |              |              |                          |           |           |           |           |           |           |

#### Juego Sin Hit Ni Carrera de Obed Vega
Martes 4 de agosto de 1998, en el parque de los Veteranos de Laredo, Texas, en el último juego de la temporada regular sin posibilidad de clasificación a postemporada.
Extracto del artículo Una Joya de Pitcheo por Gerardo Solís Robles del libro Historia de un Gran Equipo Parte ll.
La cita empezó a las 7:33 p. m. y el equipo rival era Saraperos de Saltillo. Según la experiencia de Gerardo Solís y del Sr. Don Víctor Ordóñez, Obed Vega se mostraba con un poco de desanimo antes de empezar el juego sin saber lo que le deparaba el destino. 
1. Primer inning: Vizcarra se poncha; Vicente Verdugo saca una línea floja y se le cuela a Julio César Hernández entre las piernas, se decreta el primer error; la primera entrada se retira en 4 hombres.
2. Segundo inning: fue fácil y se retiró en tres hombres.
3. Tercer inning: Noel Pérez es dominado con rola a la segunda; Alejandro Avilés, el último del orden al bateo se enfrenta a Vega y le batea una línea que bajó Alejandro Villarreal en la 3B salvando el juego; Vizcarra se poncha.
4. Cuarto inning: Vicente Verdugo es dominado con rola semilenta, al lado derecho del torpedero Hernández atapa y tira desviado a la 1B. A pesar del esfuerzo de Ortiz, Verdugo llegó quieto, se razona y se decide marcar error para después sacarlo en revirada y retirar a los dos restantes bateadores para determinar la entrada más peligrosa.
5. Quinto inning: se retira en tres bateadores.
6. Sexto inning: se retira en tres bateadores.
7. Séptimo inning: se retira en cuatro bateadores con base.
8. Octavo inning: se retira en tres bateadores.
9. Noveno inning: A estas alturas Vega se le veía un poco inquieto en la loma de lanzar, el público expectante y e la cabina se sentía un silencio muy frío. Avilés abre la entrada con rodado a segunda base y se consuma el primer out. Vizcarra, que llevaba 3 ponches, lo enfrenta Vega y rescata el out número dos. Verdugo es caminado con una base por bolas. El zurdo Orestes Marrero con cuenta de una bola y un strike saca rola a la 2B, el joven Carrasco atrapa y tira hacia primera base y logra así el tercer out.

Vega fue festejado por sus compañeros y aficionados que entraban al terreno de juego mientras se escuchaba su voz en una entrevista diferida por el sonido local del parque, dando las gracias con lágrimas en los ojos.
| Box Score                                         | Box Score   | Box Score   | Box Score   | Box Score   | Box Score   | Box Score   | Box Score               | Box Score | Box Score | Box Score | Box Score | Box Score | Box Score |
| Dos Laredos                                       | Dos Laredos | Dos Laredos | Dos Laredos | Dos Laredos | Dos Laredos | Dos Laredos | Saltillo                | Saltillo  | Saltillo  | Saltillo  | Saltillo  | Saltillo  | Saltillo  |
| Nombre                                            | V           | C           | H           | O           | A           | E           | Nombre                  | V         | C         | H         | O         | A         | E         |
| ------------------------------------------------- | ----------- | ----------- | ----------- | ----------- | ----------- | ----------- | ----------------------- | --------- | --------- | --------- | --------- | --------- | --------- |
| José Manuel Espinoza (CF)                         | 5           |             | 1           | 3           | 0           | 0           | Marco A. Vizcarra (SS)  | 4         | 0         | 0         | 1         | 5         | 0         |
| Ernesto Carrasco (2B)                             | 5           |             | 2           | 1           | 6           | 0           | Vicente Verdugo (2B)    | 3         | 0         | 0         | 2         | 3         | 0         |
| Gerardo "La Polvorita" Sánchez (LF)               | 4           |             | 2           | 0           | 0           | 0           | Oreste Marrero (LF)     | 4         | 0         | 0         | 2         | 0         | 0         |
| Héctor Villanueva (BD)                            | 2           |             | 1           | 0           | 0           | 0           | Ron Glen Jones (BD)     | 2         | 0         | 0         | 0         | 0         | 0         |
| (a) Omar Espinoza (1B)                            | 2           |             | 0           | 3           | 0           | 0           | Eduardo Valenzuela (1B) | 3         | 0         | 0         | 9         | 1         | 0         |
| Alejandro Ortiz (1B)                              | 3           |             | 0           | 10          | 0           | 0           | Eduardo Torres (CF)     | 2         | 0         | 0         | 1         | 0         | 0         |
| Wilfrido Arano (RF)                               | 2           |             | 0           | 3           | 0           | 0           | Nando Aguilera (RF)     | 3         | 0         | 0         | 3         | 0         | 0         |
| Alejandro Villarreal (3B)                         | 4           |             | 1           | 1           | 1           | 0           | Noel Pérez (C)          | 3         | 0         | 0         | 2         | 0         | 0         |
| Refugio Cervantes (CF)                            | 3           |             | 2           | 6           | 1           | 0           | Alejandro Avilés (3B)   | 3         | 0         | 0         | 3         | 3         | 0         |
| Julio C. Hernández (SS)                           | 3           |             | 2           | 0           | 3           | 2           | Miguel E. Duarte (P)    | 0         | 0         | 0         | 1         | 1         | 0         |
| Obed Vega (P)                                     | 0           |             | 0           | 0           | 1           | 0           | Arturo Angulo (P)       | 0         | 0         | 0         | 0         | 0         | 0         |
| Totales:                                          | 33          | 7           | 11          | 27          | 12          | 2           | Totales:                | 27        | 0         | 0         | 24        | 13        | 0         |
| Saltillo                                          | 0           |             |             |             |             |             |                         |           |           |           |           |           |           |
| Dos Laredos                                       | 7           |             |             |             |             |             |                         |           |           |           |           |           |           |
| (a) Tomó el lugar de Héctor Villanueva            |             |             |             |             |             |             |                         |           |           |           |           |           |           |
| Ampayers: Home: Carlos A. Monter                  |             |             |             |             |             |             |                         |           |           |           |           |           |           |
| 1B: Marcelino González (Local)                    |             |             |             |             |             |             |                         |           |           |           |           |           |           |
| 3B: Antonio Ortega (Local)                        |             |             |             |             |             |             |                         |           |           |           |           |           |           |
| Duración del juego: 2:33                          |             |             |             |             |             |             |                         |           |           |           |           |           |           |
| Strike: 66                                        |             |             |             |             |             |             |                         |           |           |           |           |           |           |
| Bolas: 40                                         |             |             |             |             |             |             |                         |           |           |           |           |           |           |
| Total: 106                                        |             |             |             |             |             |             |                         |           |           |           |           |           |           |
| Datos: Libro Historia de un Gran Equipo Parte ll. |             |             |             |             |             |             |                         |           |           |           |           |           |           |

## Récords

### Récords de Liga
Estadísticas actualizadas hasta el Libro Quién es Quién 2023.

#### Récords Individuales de Bateo Históricos
- Más juegos jugados consecutivos sin interrupción

| 1,415 | Gerardo Sánchez | Dos Laredos | Del 25 de marzo de 1987 al 7 de mayo de 1998 |
| ----- | --------------- | ----------- | -------------------------------------------- |

- Más años siendo líder de juegos jugados

| 8 | Gerardo Sánchez | Dos Laredos | 1989, 1990, 1991, 1993, 1994, 1995, 1996 y 1997 |
| - | --------------- | ----------- | ----------------------------------------------- |

- Más años consecutivos siendo líder de juegos jugados

| 5 | Gerardo Sánchez | Dos Laredos | 1993, 1994, 1995, 1996 y 1997 |
| - | --------------- | ----------- | ----------------------------- |

- Más Veces al Bat en una Temporada

| 649 | Pedro Cardenal | Nuevo Laredo | 1959 |
| --- | -------------- | ------------ | ---- |

- Más años siendo líder de Veces al Bat

| 4 | Ramón Espinoza (C) | México 1998; Reynosa, 1999 y 2001; Yucatán-Dos Laredos 2003 |
| - | ------------------ | ----------------------------------------------------------- |

- Más años consecutivos siendo líder de Veces al Bat

| 3 | Pedro Cardenal | Nuevo Laredo | 1959-60-61 |
| - | -------------- | ------------ | ---------- |

- Más años consecutivos siendo líder de Hits

| 2 | Barney Serrell (C) | Nuevo Laredo | 1953-1954 |
| - | ------------------ | ------------ | --------- |

- Más años consecutivos siendo líder de Hits Triples

| 2 | Barney Serrell (C) | Nuevo Laredo | 1953-1954 |
| - | ------------------ | ------------ | --------- |

- Más años siendo líder de Homeruns

| 4 | Andrés Mora (C) | Saltillo 1975-1981; Saltillo-Nuevo Laredo 1982; Dos Laredos 1985 |
| - | --------------- | ---------------------------------------------------------------- |

- Bateadores con Tres Jonrones en un Juego

| Eduardo Escalante (C) | Nuevo Laredo | 1959 |
| Ronald Arnold (C)     | Nuevo Laredo | 1983 |
| Alejandro Ortiz (C)   | Nuevo Laredo | 1992 |
| --------------------- | ------------ | ---- |

- Más Homeruns conectados en un mismo inning

| Alejandro Ortiz (C) | Dos Laredos | 1990 |
| Alejandro Ortiz (C) | Dos Laredos | 1991 |
| ------------------- | ----------- | ---- |

- Más veces conectando dos Homeruns en un mismo inning

| 2 | Alejandro Ortiz | Dos Laredos | 1990 vs San Luis y 1991 vs Jalisco |
| - | --------------- | ----------- | ---------------------------------- |

- Más Homeruns con casa llena conectados en un juego

| 2 | Edrick Kellman (C) | Nuevo Laredo | 5 de mayo de 1954 vs México |
| - | ------------------ | ------------ | --------------------------- |

- Más Bases obtenidas con los Hits en una misma entrada

| 8 | Alejandro Ortiz (C) | Dos Laredos | 1990 vs San Luis |
| 8 | Alejandro Ortiz (C) | Dos Laredos | 1991 vs Jalisco  |
| - | ------------------- | ----------- | ---------------- |

- Más veces más Bases obtenidas con los Hits en una misma entrada

| 2 | Alejandro Ortiz | Dos Laredos | 1990 vs San Luis y 1991 vs Jalisco |
| - | --------------- | ----------- | ---------------------------------- |

- Más Toques de Sacrificio en un juego

| 3 | Sergio Guerrero (C) | Nuevo Laredo | 23 de mayo de 2008 vs Laguna |
| - | ------------------- | ------------ | ---------------------------- |

- Más años consecutivos siendo líder de Elevados de Sacrificio

| 2 | Humberto García (C) | Reynosa 1976; Nuevo Laredo 1977 |
| - | ------------------- | ------------------------------- |

- Más años siendo líder de Strikeouts (Ponches) recibidos

| 3 | Ezequiel Cruz (C) | Monterrey 1942; Nuevo Laredo 1944-1945 |
| - | ----------------- | -------------------------------------- |

- Más veces consecutivas Roleteando para Doble Play en un juego

| 3 | Andrés Mora (C) | Dos Laredos | 9 de julio de 1991 vs Monterrey |
| - | --------------- | ----------- | ------------------------------- |

(C) = Compartido

#### Récords Individuales de Pitcheo Históricos
- Más años consecutivos siendo líder de Carreras Limpias Admitidas

| 2 | Tomás Arroyo (C) | Nuevo Laredo | 1955, 1956 |
| - | ---------------- | ------------ | ---------- |

- Más Juegos Ganados en un día

| 2 | Antonio Dicochea (C)      | Nuevo Laredo | 3 de mayo de 1959 vs Poza Rica   |
| 2 | José J. Quiroz (C)        | Nuevo Laredo | 31 de julio de 1983 vs Monterrey |
| 2 | Robin Fernández Fuson (C) | Dos Laredos  | 22 de abril de 1987 vs Yucatán   |
| - | ------------------------- | ------------ | -------------------------------- |

- Ganar y Perder en un mismo día

| 1 | Iván Zavala (C) | Dos Laredos | vs Léon 14 de julio de 2019 |
| - | --------------- | ----------- | --------------------------- |

- Más años siendo líder de Juegos Perdidos

| 2 | Edward Porter (C) | Nuevo Laredo 1940 y México 1941   |
| 2 | Manuel Pérez (C)  | Nuevo Laredo 1940 y San Luis 1949 |
| - | ----------------- | --------------------------------- |

- Más años consecutivos siendo líder de Juegos Perdidos

| 2 | Edward Porter (C) | Nuevo Laredo 1940 y México 1941 |
| - | ----------------- | ------------------------------- |

- Más Juegos Perdidos en un mismo día

| 2 | Justino Delfín (C) | Nuevo Laredo | 17 de abril de 1977 vs Cd. Juárez |
| 2 | Porfirio Ochoa (C) | Dos Laredos  | 25 de mayo de 1986 vs San Luis    |
| - | ------------------ | ------------ | --------------------------------- |

- Más años consecutivos siendo líder de Cierres de Juegos (Juegos Completos)

| 2 | Agapito Mayor (C) | Nuevo Laredo | 1945-46 |
| - | ----------------- | ------------ | ------- |

- Más Strikeouts (Ponches) propinados en un juego de 10 entradas

| 20 | Tom "Lefty" Glover | Nuevo Laredo | 30 de junio de 1940 vs Chihuahua |
| -- | ------------------ | ------------ | -------------------------------- |

- Más Striketouts (Ponches) propinados en un juego "Abanicando a todos"

| 16 | Dave Walsh | Nuevo laredo | 16 de abril de 1988 vs Monterrey |
| -- | ---------- | ------------ | -------------------------------- |

- Más Balks (Engaños) cometidos en una temporada

| 6 | Juan Enrique Quintanilla (C) | Dos Laredos | 1997 |
| - | ---------------------------- | ----------- | ---- |

- Más años consecutivos siendo líder de Balks (Engaños) cometidos

| 2 | Ramiro Cuevas (C)            | Nuevo Laredo 1955; Monterrey 1956  |
| 2 | Juan Enrique Quintanilla (C) | Dos Laredos 1997 y 1998            |
| 2 | Juan Enrique Quintanilla (C) | Nuevo Laredo 2009; Minatitlán 2010 |
| - | ---------------------------- | ---------------------------------- |

- Más Balks (Engaños) cometidos en un juego

| 4 | Juan Enrique Quintanilla | Dos Laredos | 26 de marzo de 1998 vs Saltillo |
| - | ------------------------ | ----------- | ------------------------------- |

- Más Balks (Engaños) cometidos consecutivos en un inning

| 2 | Juan Enrique Quintanilla (C) | Dos Laredos | 26 de marzo de 1998 vs Saltillo |
| - | ---------------------------- | ----------- | ------------------------------- |

- Más veces más Balks (Engaños) cometidos consecutivos en un inning

| 2 | Juan Enrique Quintanilla | Dos Laredos | 26 de marzo de 1998 vs Saltillo (7.º y 8.º) |
| - | ------------------------ | ----------- | ------------------------------------------- |

#### Récords Individuales de Fildeo Históricos

##### Catchers
- Más Outs consumados de Foul en un juego de 9 entradas

| 5 | Gerardo Garza | Nuevo Laredo | vs Aguascalientes 8 de julio de 1988 |
| - | ------------- | ------------ | ------------------------------------ |

##### Primera Base
- Menos Outs consumados en un juego de 9 entradas

| 0 | Luis Fernando Díaz (C) | Dos Laredos | vs Torreón 1 de mayo de 1991 |
| - | ---------------------- | ----------- | ---------------------------- |

##### Segunda Base
- Más Asistencias realizadas en un juego de 9 entradas

| 12 | Gerardo Sánchez (C) | Dos Laredos | vs Campeche 2 de junio de 1987 |
| -- | ------------------- | ----------- | ------------------------------ |

- Más Errores cometidos en una temporada

| 40 | Barney Serrell (C) | Nuevo Laredo | 1955 |
| -- | ------------------ | ------------ | ---- |

- Más Errores cometidos en un juego de 9 entradas

| 4 | Pablo Bernard (C) | Nuevo Laredo | vs Yucatán 14 de agosto de 1958 |
| - | ----------------- | ------------ | ------------------------------- |

- Más Triples Play realizados en Todos los Tiempos

| 4 | Pedro Meré (C) | Dos Laredos 1989 y 1991; Tigres 1995; Águila 1999 |
| - | -------------- | ------------------------------------------------- |

- Más Triple Play Sin Asistencia en Todos los Tiempos

| 1 | Manuel Vélez (C) | Dos Laredos | vs Cancún (4.ª entrada) 3 de mayo de 2001 |
| - | ---------------- | ----------- | ----------------------------------------- |

##### Shortstops
- Más Doble Play realizados en un juego de 9 entradas

| 6 | Ezequiel Cruz (C) | Nuevo Laredo | vs México 29 de septiembre de 1949 |
| - | ----------------- | ------------ | ---------------------------------- |

##### Outfielders
- Porcentaje más alto en una temporada

| 1.000 | Andrés Mora      | Saltillo-Nuevo Laredo | 1982 |
| 1.000 | Ronald Arnold    | Nuevo Laredo          | 1983 |
| 1.000 | Joel Chimelis    | Dos Laredos           | 2002 |
| 1.000 | Gregorio Vázquez | Nuevo Laredo          | 2008 |
| 1.000 | Jairo Pérez      | Dos Laredos           | 2021 |
| ----- | ---------------- | --------------------- | ---- |

#### Récords Colectivos Históricos de Bateo, Pitcheo y Fildeo
- Juegos Más Largos con Pizarra de 0-0

| #8 | 11 innings | Monterrey (0) vs Nuevo Laredo (0) | 18 de julio de 2008 en Nuevo Laredo |
| -- | ---------- | --------------------------------- | ----------------------------------- |

- Más Hits Dobles consecutivos conectados por un Club en un Inning

| 4 | Dos Laredos a Saltillo (C) | 4 de abril de 1996 (7.º) | Marco A. Cruz, Willie Arano, Florentino Morales y Rex de la Nuez |
| - | -------------------------- | ------------------------ | ---------------------------------------------------------------- |

- Más Homeruns disparados por un Club en un Inning

| 4 | Nuevo Laredo a Monterrey (C) | 26 de abril de 1982 (8.º) |
| 4 | Dos Laredos a Monclova (C)   | 6 de abril de 1985 (6.º)  |
| 4 | Dos Laredos a Durango (C)    | 8 de junio de 2019 (6.º)  |
| - | ---------------------------- | ------------------------- |

- Más Bases por Bolas Recibidas por Dos Clubes en un juego de 9 entradas

| 23 | Dos Laredos (7) Minatitlán (16) (C) | 4 de mayo de 1993 en Minatitlán |
| -- | ----------------------------------- | ------------------------------- |

- Más Ponches recibidos por un Club en un juego de 9 entradas

| 18 | Chihuahua (C)    | 30 de junio de 1940 por Nuevo Laredo |
| 18 | Nuevo Laredo (C) | 21 de marzo de 1951 por Águila       |
| -- | ---------------- | ------------------------------------ |

- Más Ponches recibidos por un Club en un juego de extrainnings

| 22 | Chihuahua (C) | 30 de junio de 1940 por Nuevo Laredo, 10 entradas |
| -- | ------------- | ------------------------------------------------- |

- Más veces Batear para Triple Play en una Temporada

| 3 | Dos Laredos (C) | 1998 |
| - | --------------- | ---- |

- Más Dejados en Bases por un Club en un juego de 9 entradas

| 20 | Dos Laredos | 6 de abril de 1996 ante Monterrey |
| -- | ----------- | --------------------------------- |

- Más Dejados en Bases por Dos Clubes en un juego de 9 entradas

| 32 | Dos Laredos (20) Monterrey (12) (C) | 6 de abril de 1996 |
| -- | ----------------------------------- | ------------------ |

- Más Dejados en Bases por Dos Clubes en una Serie de Tres Juegos

| 73 | Laguna (12) | Dos Laredos (15) | 15 de julio de 2003 |
| 73 | Laguna (4)  | Dos Laredos (11) | 16 de julio de 2003 |
| 73 | Laguna (17) | Dos Laredos (14) | 17 de julio de 2003 |
| 73 | Total (33)  | Total (40)       |                     |
| -- | ----------- | ---------------- | ------------------- |

- Más Errores cometidos en una Temporada

| 261 | Nuevo Laredo | 1955 |
| --- | ------------ | ---- |

- Más Juegos consecutivos jugando sin cometer error

| 10 | Dos Laredos (C) | mayo 9 al 19, 2022 |
| -- | --------------- | ------------------ |

- Más Doble Play realizados en un juego de 9 entradas

| 7 | Nuevo Laredo (C) | vs México | 29 de septiembre de 1949 (jugaron 11 innings, pero los 7 dobles play los realizaron en las primeras 9 entradas) |
| - | ---------------- | --------- | --- |

#### Mánagers
- Mánager debutante que ha sido campeón

| 1958 | José "Cheo" Ramos (C) | Tecolotes de Nuevo Laredo |
| ---- | --------------------- | ------------------------- |

### Récords de Tecolotes

#### Pitchers con más Juegos Ganados con Tecolotes
Para la siguiente lista se obtuvieron los datos de juegos ganados y perdidos de todos los lanzadores de Tecolotes en cada campaña. La metodología fue la siguiente:
- 1940 a 1997 se utilizó la Enciclopedia del Béisbol Mexicano de 1998.[3]
- 1998, 2018.1 y 2018.2 se utilizó el Libro Quién es Quién de 1999 y 2019, respectivamente.
- 1999 a 2010 y 2019 a 2023 se utilizó Baseball Reference.
- En el caso de la Enciclopedia del Béisbol Mexicano y el Quién es Quién no se hace distinción de juegos ganados y perdidos si es que el jugador estuvo en dos o más equipos en esa campaña. Al final se hizo una segunda revisión en una edición conmemorativa del equipo para tratar de distinguir las estadísticas propias con la franela de Tecolotes; sin embargo solo presenta información de juegos ganados.[39] En caso de no encontrar distinción se anota el comentario.
- Análisis hecho por Alejandro I. Trejo-Castro

| #  | Nombre                             | Época     | Años | JG | JP | PCT   |
| -- | ---------------------------------- | --------- | ---- | -- | -- | ----- |
| 1  | Jesús "Chuy" Moreno Rivera         | 1984-1991 | 8    | 98 | 52 | 0.653 |
| 2  | Victor García Castillo(6)          | 1976-1983 | 8    | 79 | *  | *     |
| 3  | Luis Trinidad Castillo Hinojosa    | 1982-1992 | 9    | 54 | 37 | 0.593 |
| 4  | Jesús "Chuy" Moreno                | 1951-1956 | 6    | 51 | 26 | 0.662 |
| 5  | Juan Jesús Álvarez Ochoa           | 1988-1994 | 7    | 48 | 40 | 0.545 |
| 6  | Luis Enrique Huerta Arenas         | 1983-2003 | 10   | 48 | 57 | 0.457 |
| 7  | Ernesto Barraza Reyes              | 1988-1993 | 6    | 47 | 30 | 0.610 |
| 8  | Byron McLaughlin                   | 1977-1984 | 4    | 44 | 25 | 0.638 |
| 9  | Aaron Quiroz Campos(7)             | 1988-1996 | 9    | 44 | *  | *     |
| 10 | Agapito Mayor                      | 1945-1946 | 2    | 43 | 23 | 0.652 |
| 11 | Enrique Couoh Hidalgo              | 1988-1994 | 7    | 43 | 34 | 0.558 |
| 12 | Javier Carranza Delgado(8)         | 1985-2000 | 6    | 42 | *  | *     |
| 13 | Enrique Quintanilla                | 1994-2010 | 11   | 41 | 76 | 0.350 |
| 14 | Porfirio Ochoa Rodríguez           | 1983-1995 | 8    | 40 | 36 | 0.526 |
| 15 | Jesús "Coco" Solís(9)              | 1976-1982 | 7    | 40 | *  | *     |
| 16 | José Nuñez                         | 2000-2003 | 4    | 39 | 29 | 0.574 |
| 17 | Tomás Arroyo(10)                   | 1954-1958 | 5    | 38 | 33 | 0.535 |
| 18 | Ramiro Cuevas                      | 1953-1955 | 3    | 36 | 24 | 0.600 |
| 19 | Procopio Herrera "Bobby" Rodríguez | 1945-1958 | 5    | 33 | 16 | 0.673 |
| 20 | Roy Branch                         | 1978-1982 | 3    | 33 | 17 | 0.660 |

6 En 1976 jugó con Tampico-Laredo con 16G-9P. En 1977 jugó con Córdoba-Laredo con 13G-12P. El primer análisis salía un récord de 96G y 59P (0.619), con la segunda revisión se encontró que ganó 79.
7 En 1990 jugó con Industriales-Laredo con 1G-2P. El primer análisis salía un récord de 44G y 38P (0.537), con la segunda revisión se encontró que igual ganó 44.
8 En 1985 jugó con Unión Laguna-Laredo con 6G-8P. El primer análisis salía un récord de 48G y 39P (0.552), con la segunda revisión se encontró que ganó 42.
9 En 1978 jugó con Aguascalientes-Laredo con 3G-4P. El primer análisis salía un récord de 40G y 46P (0.465), con la segunda revisión se encontró que igual ganó 40.
10 En 1958 jugó con Yucatán-Laredo con 2G-4P. No se encontró más información pero igual nadie lo superaría quitándole esos 2 G.

#### Pitchers con más Juegos Ganados por temporada con Tecolotes
La siguiente lista es obtenida del análisis de Pitcher con más Juegos Ganados con Tecolotes.
| #  | Nombre                     | Año  | JG | JP | PCT   |
| -- | -------------------------- | ---- | -- | -- | ----- |
| 1  | Agapito Mayor              | 1945 | 23 | 14 | 0.622 |
| 2  | Edward Porter              | 1940 | 21 | 14 | 0.600 |
| 3  | Agapito Mayor              | 1946 | 20 | 9  | 0.690 |
| 4  | Jesús "Chuy" Moreno        | 1953 | 18 | 3  | 0.857 |
| 5  | Víctor García Castillo     | 1979 | 18 | 9  | 0.667 |
| 6  | Julio Moreno               | 1959 | 18 | 12 | 0.600 |
| 7  | Byron McLaughlin           | 1977 | 18 | 13 | 0.581 |
| 8  | Jesús "Chuy" Moreno Rivera | 1988 | 17 | 6  | 0.739 |
| 9  | Roy Branch                 | 1979 | 17 | 7  | 0.708 |
| 9  | John Sutton                | 1981 | 17 | 7  | 0.708 |
| 11 | Gary Beare                 | 1981 | 17 | 8  | 0.680 |

#### Pitchers con más Temporadas con Tecolotes
La siguiente lista es obtenida del análisis de Pitcher con más Juegos Ganados con Tecolotes.
| # | Nombre                          | Época     | Años |
| - | ------------------------------- | --------- | ---- |
| 1 | Enrique Quintanilla             | 1994-2010 | 11   |
| 2 | Luis Enrique Huerta Arenas      | 1983-2003 | 10   |
| 3 | Aaron Quiroz Campos             | 1988-1996 | 9    |
| 3 | Luis Trinidad Castillo Hinojosa | 1982-1992 | 9    |
| 5 | Jesús "Chuy" Moreno Rivera      | 1984-1991 | 8    |
| 5 | Porfirio Ochoa Rodríguez        | 1983-1995 | 8    |
| 5 | Víctor García Castillo          | 1976-1983 | 8    |
| 8 | Enrique Couoh Hidalgo           | 1988-1994 | 7    |
| 8 | Jesús "Coco" Solís              | 1976-1982 | 7    |
| 8 | Juan Jesús Álvarez Ochoa        | 1988-1994 | 7    |
| 8 | Obed Vega Valverde              | 1992-1999 | 7    |
| 8 | Rousel Almeida                  | 1997-2003 | 7    |

#### Pitchers con más Juegos Salvados con Tecolotes
La siguiente lista es obtenida de una edición conmemorativa del equipo. Se añade la información de país, época y años por Alejandro I. Trejo-Castro.
| # | Nombre                        | Época     | Años | SV |
| - | ----------------------------- | --------- | ---- | -- |
| 1 | John David Barfield           | 1995-1998 | 4    | 55 |
| 2 | Porfirio Ochoa Rodríguez      | 1983-1995 | 8    | 42 |
| 3 | Jesús Ángel "Chuy" Solís León | 1990-2003 | 6    | 35 |
| 4 | José Pablo Oyervides          | 2010-2021 | 4    | 34 |
| 5 | David Cortés                  | 2002-2003 | 2    | 32 |
| 5 | Román Méndez                  | 2019      | 1    | 32 |
| 7 | Shawn Holman                  | 1991-1992 | 2    | 31 |
| 8 | Jay Baller                    | 1993      | 1    | 30 |
| 9 | Enrique Couoh Hidalgo         | 1988-1994 | 7    | 27 |

#### Peloteros con más Hits con Tecolotes
La siguiente lista es obtenida de una edición conmemorativa del equipo.
| # | Nombre                      | H    |
| - | --------------------------- | ---- |
| 1 | Gerardo "Polvorita" Sánchez | 2270 |
| 2 | Alejandro Ortiz             | 1754 |
| 3 | Andrés Mora                 | 1472 |
| 4 | Carlos Soto                 | 1352 |
| 5 | Enrique Ramírez Ulloa       | 1160 |
| 6 | Luis Fernando Díaz          | 1135 |
| 7 | Pedro Meré                  | 782  |
| 8 | Marco Antonio Romero        | 772  |

## Números retirados, Salón de la Fama y Miembros Históricos

### Números retirados
| Números retirados de los Tecolotes de los Dos Laredos | Números retirados de los Tecolotes de los Dos Laredos | Números retirados de los Tecolotes de los Dos Laredos | Números retirados de los Tecolotes de los Dos Laredos |
| ----------------------------------------------------- | ----------------------------------------------------- | ----------------------------------------------------- | ----------------------------------------------------- |
|                                                       |                                                       |                                                       |                                                       |
| 10 Alejandro Ortiz                                    | 19 Gerardo "Polvorita" Sánchez                        | 26 Carlos Soto                                        | 27 Andrés Mora                                        |

3 de abril de 1994: El primer número retirado fue de El Gran Cañón Jarocho  10 Alejandro Ortiz. El dueño de Tecolotes en su momento era Don Víctor Lozano Rendón y el escenario era el parque La Junta. Ese día Ortiz vino con los Tigres capitalinos y fue ovacionado con aplausos alrededor de 5 minutos por el público, sus excompañeros y también de sus ahora compañeros.
14 de mayo de 2000: El segundo en turno en retirar el número fue idea de Martín Reyes Madrigal, dueño de Tecolotes, cuando retiró el número  27 Andrés Mora. Esto se realizó en el parque La Junta después del 5.º inning con un Andrés Mora con lágrimas en sus ojos cuando vio como su número 27 era impreso en la barda del jardín central y de recibir una placa dorada en memoria de su paso deportivo por este club.
2008: Con la llegada de nuevo de Tecolotes en la presidencia municipal de Daniel Peña Treviño junto con el presidente del equipo (no era dueño Don Víctor Lozano Rendón) retiraron el número  26 Carlos Soto cuando Soto era coach de Dan Firova. Información de Gerardo Solís.
2010: El cuarto número retirado fue el número  19 Gerardo "Polvorita" Sánchez. Don Víctor Ordóñez en la gerencia de Tecolotes y como presidente municipal estaba Ramón Garza Barrios. Información de Gerardo Solís.

### Miembros del Salón de la Fama
Esta es una lista de los Tecolotes Inmortales en el Béisbol Mexicano. A continuación, por orden de entronización, se listan a todos ellos quienes en algún momento de su carrera profesional vistieron la casaca emplumada o formaron parte de la organización.
| #  | Nombre                       | Nombre                       | Posición                         | Posición                         | Año de entronización            |
| -- | ---------------------------- | ---------------------------- | -------------------------------- | -------------------------------- | ------------------------------- |
| 1  | Ángel Castro                 | Ángel Castro                 | Primera base                     | Primera base                     | 1964                            |
| 2  | Martín Dihigo                | Martín Dihigo                | Pitcher derecho                  | Pitcher derecho                  | 1964                            |
| 3  | Roberto Ortiz                | Roberto Ortiz                | Jardinero                        | Jardinero                        | 1973                            |
| 4  | Agustín Bejarano             | Agustín Bejarano             | Jardinero                        | Jardinero                        | 1973                            |
| 5  | Ramiro Cuevas                | Ramiro Cuevas                | Pitcher derecho                  | Pitcher derecho                  | 1974                            |
| 6  | Guillermo "Huevito" Álvarez  | Guillermo "Huevito" Álvarez  | Shortstop                        | Shortstop                        | 1976                            |
| 7  | Guillermo Garibay            | Guillermo Garibay            | Jardinero, Catcher, Primera Base | Jardinero, Catcher, Primera Base | 1977 (Entronizado como Mánager) |
| 8  | Jesús "Chanquilón" Díaz      | Jesús "Chanquilón" Díaz      | Jardinero                        | Jardinero                        | 1979                            |
| 9  | Tomás Arroyo                 | Tomás Arroyo                 | Pitcher derecho                  | Pitcher derecho                  | 1981                            |
| 10 | Manuel "Ciclón" Echeverría   | Manuel "Ciclón" Echeverría   | Pitcher derecho                  | Pitcher derecho                  | 1982                            |
| 11 | Burnis "Wild Bill" Wright    | Burnis "Wild Bill" Wright    | Jardinero                        | Jardinero                        | 1982                            |
| 12 | Felipe "Clipper" Montemayor  | Felipe "Clipper" Montemayor  | Jardinero, Primera Base          | Jardinero, Primera Base          | 1983                            |
| 13 | Ronaldo "Ronnie" Camacho     | Ronaldo "Ronnie" Camacho     | Primera base                     | Primera base                     | 1983                            |
| 14 | José Bache                   | José Bache                   | Segunda base                     | Segunda base                     | 1983                            |
| 15 | Adolfo Luque                 | Adolfo Luque                 | Pitcher                          | Pitcher                          | 1985 (Entronizado como Mánager) |
| 16 | Miguel Sotelo                | Miguel Sotelo                | Pitcher derecho                  | Pitcher derecho                  | 1985                            |
| 17 | Moisés "Moi" Camachomaro     | Moisés "Moi" Camachomaro     | Segunda base                     | Segunda base                     | 1986                            |
| 18 | Rubén Amaro                  | Rubén Amaro                  | Shortstop                        | Shortstop                        | 1986                            |
| 19 | Guillermo Luna               | Guillermo Luna               | Pitcher zurdo                    | Pitcher zurdo                    | 1987                            |
| 20 | Arnulfo Rodríguez            | Arnulfo Rodríguez            | Directivo                        | Directivo                        | 1988                            |
| 21 | José "Zacatillo" Guerrero    | José "Zacatillo" Guerrero    | Tercera Base                     | Tercera Base                     | 1989 (Mánager campeón en 1989)  |
| 22 | René González                | René González                | Primera Base                     | Primera Base                     | 1993                            |
| 23 | Óscar Rodríguez              | Óscar Rodríguez              | Jardinero, Tercera Base          | Jardinero, Tercera Base          | 1993                            |
| 24 | Alfredo Ortiz                | Alfredo Ortiz                | Pitcher zurdo                    | Pitcher zurdo                    | 1993                            |
| 25 | Miguel "Pilo" Gaspar         | Miguel "Pilo" Gaspar         | Catcher                          | Catcher                          | 1994                            |
| 26 | Andrés Ayón                  | Andrés Ayón                  | Pitcher derecho                  | Pitcher derecho                  | 1997                            |
| 27 | Maximino León                | Maximino León                | Pitcher derecho                  | Pitcher derecho                  | 1997                            |
| 28 | Marcelo Juárez               | Marcelo Juárez               | Jardinero                        | Jardinero                        | 1998                            |
| 29 | Gabriel Lugo                 | Gabriel Lugo                 | Segunda Base                     | Segunda Base                     | 2000                            |
| 30 | Jorge Fitch                  | Jorge Fitch                  | Shortstop                        | Shortstop                        | 2001 (Mánager campeón en 1977)  |
| 31 | Rodolfo Sanvoval             | Rodolfo Sanvoval             | Catcher                          | Catcher                          | 2001                            |
| 32 | Nelson Barrera               | Nelson Barrera               | Tercera Base                     | Tercera Base                     | 2003                            |
| 33 | Andrés Mora                  | Andrés Mora                  | Jardinero, Primera Base          | Jardinero, Primera Base          | 2003                            |
| 34 | Fermín "Burbuja" Vázquez     | Fermín "Burbuja" Vázquez     | Tercera Base, Jardinero          | Tercera Base, Jardinero          | 2003                            |
| 35 | Carlos Soto                  | Carlos Soto                  | Catcher                          | Catcher                          | 2007                            |
| 36 | Enrique Castillo             | Enrique Castillo             | Pitcher derecho                  | Pitcher derecho                  | 2008                            |
| 37 | Gerardo Sánchez              | Gerardo Sánchez              | Jardinero                        | Jardinero                        | 2010                            |
| 38 | Ángel Moreno                 | Ángel Moreno                 | Pitcher zurdo                    | Pitcher zurdo                    | 2012                            |
| 39 | Alejandro Ortiz              | Alejandro Ortiz              | Tercera Base                     | Tercera Base                     | 2012                            |
| 40 | Ricardo Sáenz                | Ricardo Sáenz                | Jardinero                        | Jardinero                        | 2014                            |
| 41 | Cuauhtémoc "Chito" Rodríguez | Cuauhtémoc "Chito" Rodríguez | Directivo                        | Directivo                        | 2014                            |
| 42 | William "Barney" Serrel      | William "Barney" Serrel      | Segunda Base                     | Segunda Base                     | 2020                            |
| 43 | Jesús Moreno                 | Jesús Moreno                 | Pitcher                          | Pitcher                          | 2023                            |
| 44 | Tomás Herrera                | Tomás Herrera                | Directivo                        | Directivo                        | 2023                            |

### Equipo Ideal de Tecolotes en la Historia
La siguiente lista es obtenida de una edición conmemorativa del equipo.
| Equipo Ideal de Tecolotes en la Historia | Equipo Ideal de Tecolotes en la Historia | Equipo Ideal de Tecolotes en la Historia                                                                                                  |
| Posición                                 | Nombre                                   | Comentarios |
| ---------------------------------------- | ---------------------------------------- | --- |
| Mánager                                  | Adolfo Luque                             | Dos campeonatos en 1953 y 1954 |
| Coach                                    | José "Zacatillo" Guerrero                | El mánager más ganador de Tecolotes y campeón en 1989                                                                                     |
| Catcher                                  | Carlos Soto                              | 207 jonrones con Tecolotes y campeón en 1977                                                                                              |
| Primera base                             | Marco Antonio Romero                     | Campeón jonronero en 1994 con 30 vuelacercas y campeón con Tecolotes en 1989                                                              |
| Segunda base                             | William Barney "El Grillo" Serrell       | Primer ídolo de la afición de Nuevo Laredo, dos veces campeón con Tecolotes                                                               |
| Parador en corto                         | Enrique Ramírez Ulloa                    | Conectó 1,160 hits para Tecolotes y campeón en 1989                                                                                       |
| Tercera base                             | Alejandro Ortiz                          | Máximo jonronero en la historia del equipo con 340 jonrones y campeón en 1989                                                             |
| Jardineros                               | Gerardo "Polvorita" Sánchez              | 1,415 juegos jugados consecutivos, además conectó 2,270 hits para Tecolotes y fue campeón en 1989                                         |
| Jardineros                               | Andrés Mora Ibarra                       | Bateó 270 jonrones para el equipo de casa, un ídolo de la fanaticada y mánager del año en la Liga Mexicana en 1995                        |
| Jardineros                               | Alejandro "Cañitas" Moreno               | Nacido en Nuevo Laredo, tres veces conectó tres jonrones en un juego.                                                                     |
| Jardineros                               | Luis Fernando Díaz                       | Conectó 1,135 hits para Tecolotes y fue campeón en 1989                                                                                   |
| Bateador designado                       | Roberto Saucedo                          | Campeón jonronero 2002 con 32 cuadrangulares                                                                                              |
| Pitcher Derecho                          | Ramiro Cuevas                            | Primer pitcher en lanzar juego perfecto en Liga Mexicana                                                                                  |
| Pitcher Derecho                          | Jesús Moreno Rivera                      | Máximo ganador en la historia del equipo con 98 victorias, campeón en 1989                                                                |
| Pitcher Zurdo                            | Agapito Mayor                            | Ganó 43 juegos en dos temporadas |
| Directivo                                | Don Víctor Lozano Rendón                 | Campeón con Tecolotes en 1989 y primer directivo que llevó el béisbol de la Liga Mexicana a jugar en dos países, México y Estados Unidos. |
| Crónista                                 | Don Jesús Franco García                  | |
| Anotador                                 | Don Homero Solís Ramos                   | |

### Los mejores por temporada y posición
La prensa especializada de los Dos Laredos ayudó en 2021 a elaborar el equipo ideal por temporada y posición de Tecolotes.
| Los mejores por temporada y posición de Tecolotes de los Dos Laredos | Los mejores por temporada y posición de Tecolotes de los Dos Laredos | Los mejores por temporada y posición de Tecolotes de los Dos Laredos | Los mejores por temporada y posición de Tecolotes de los Dos Laredos | Los mejores por temporada y posición de Tecolotes de los Dos Laredos                                                       |
| Posición                                                             | Nombre                                                               | Año                                                                  | Estadísticas                                                         | Comentarios |
| -------------------------------------------------------------------- | -------------------------------------------------------------------- | -------------------------------------------------------------------- | -------------------------------------------------------------------- | --- |
| Catcher                                                              | Carlos Soto Mota                                                     | 1977                                                                 | .317 PCT, 19 HR, 87 CP                                               | Carlos Soto lideró a Tecolotes en Producidas (87) en el año del título de 1977                                             |
| Primera base                                                         | Andrés Mora                                                          | 1985                                                                 | .360 PCT, 41 HR, 110 CP                                              | El Bombardero de Río Bravo, Coahuila, lideró la LMB en Jonrones en 1985 con 41                                             |
| Segunda base                                                         | Gerardo "Polvorita" Sánchez                                          | 1988                                                                 | .311 PCT, 12 HR, 55 CP                                               | El "Caballo de Hierro" de la LMB conectó 150 imparables en 129 juegos en la temporada de 1988                              |
| Tercera base                                                         | Alejandro Ortiz                                                      | 1992                                                                 | .304 PCT, 28 HR, 83 CP                                               | El "Cañón Jarocho" conectó 141 hits en 1992, su cifra más alta en 24 años en la LMB                                        |
| Parador en corto                                                     | Alejandro "Pulpo" Gómez                                              | 1984                                                                 | .285 PCT, 86 H, .401 SLG                                             | El .401 de Slugging del "Pulpo" Gómez en 1984 fue el más alto en su carrera de 17 años en la LMB                           |
| Jardinero izquierdo                                                  | Damon Farmar                                                         | 1989                                                                 | .299 PCT, 13 HR, 54 CP                                               | Damon Farmar llegó a Tecolotes en 1989 luego de 7 años en Ligas Menores. En LMB fue parte del 5.º título de los emplumados |
| Jardinero central                                                    | Martín Arzate                                                        | 1984                                                                 | .287 PCT, 100 H, .347 SLG                                            | El .287 de Porcentaje de Bateo de Martín Arzate en 1984 fue el más alto en tres años con tecolotes                         |
| Jardinero derecho                                                    | Willard Brown                                                        | 1940                                                                 | .354 PCT, 61 CP, .524 SLG                                            | El cañonero de Shreveport, Luisiana, lideró a la ofensiva en la temporada debut de La Junta en 1940                        |
| Bateador designado                                                   | Balbino Fuenmayor                                                    | 2019                                                                 | .334 PCT, 31 HR, 90 CP                                               | El venezolano "Balbineitor" estableció en 2019 su mejor campaña en jonrones (31) y producidas (90) en 3 años en la LMB     |
| Pitcher abridor                                                      | Byron McLaughlin                                                     | 1977                                                                 | 18-13, 1.84 PCL, 221 SO                                              | El derecho californiano lideró la LMB en 1977 en ponches recetados con 221                                                 |
| Relevista                                                            | Román Méndez                                                         | 2019                                                                 | 3.75 PCL, 32 SV, 65 SO                                               | El dominicano lideró la LMB en 2019 en el departamento de juegos salvados con 32 en 34 oportunidades                       |

### "Los Tres Mosqueteros"
Los Tecolotes tuvieron la dicha de tener la tercia más demoledora en la historia de la Liga Mexicana de Béisbol en sus 99 años de historia. En 1984, Don Homero Solís Ramos en la columna Zona de Strike, publicada en la revista Super Hit, encabezó un escrito "Los Tres Mosqueteros llegan al equipo Tecolotes de Nuevo Laredo", sin duda por la novela escrita por Alejandro Dumas en 1844. A Don Homero se le ocurrió ese nombre porque en sus propias palabras "Mire las primeras tres letras de Mosquetereros. M Mora, O Ortiz S Soto (MOS-queteros). Incluso años después Ortiz y Soto quedaron sorprendidos por la historia del apodo. La Historia termiraría incluyendo al D'Artagnan en la persona de Gerardo "Polvorita" Sánchez, para así completar la historia de estos grandes jugadores.
| Mosquetero              | Jugador                 | HR con Tecolotes | HR en LMB                       |
| ----------------------- | ----------------------- | ---------------- | ------------------------------- |
| Aramis                  | Andrés Mora             | 270              | 419 (4.º de Todos los Tiempos)  |
| Atos                    | Alejandro Ortiz         | 340              | 434 (3.º de Todos los Tiempos)  |
| Portos                  | Carlos Soto             | 207              | 264 (14.º de Todos los Tiempos) |
| Total de cuadrangulares | Total de cuadrangulares | 817              | 1117                            |

### "El Caballo de Hierro"
Gerardo "Polvorita" Sánchez tiene el récord de más juegos consecutivos en la LMB. El récord consta de 1,415 juegos sin interrupción, marca que inició el 25 de marzo de 1987 y terminó el 7 de mayo de 1998. Además tiene el récord de más años siendo líder de juegos jugados (8), cinco de ellos en forma consecutiva. Jugó 20 temporadas en LMB, 19 con Tecolotes y todos sus récords son con la franela de los Dos Laredos. Bateó 2,296 hits, 349 dobles y 204 jonrones, y logró 1,252 carreras anotadas, 1,089 producidas y 125 bases robadas. Polvorita fue un pelotero entregado, tenaz, siempre dispuesto a ayudar al equipo, por todo eso y mucho más hoy es uno de los inmortales del Salón de la Fama.
En 1987, llegó con los Tecolotes de Nuevo Laredo a Torreón y estaba pasando por una mala racha en bateo. Fue entonces que su mánager José “Zacatillo” Guerrero, sabiendo que llevaba una racha arriba de 400 juegos ininterrumpidos, le dijo que en las últimas entradas lo pondría de emergente para mantener su racha. En eso quedaron y así sucedió, pero cuando tomó turno el anotador oficial olvidó anotarlo en el box score y no lo registró el compilador. Por más que se quejó el club a la presidencia de la liga no fue incluido y así quedó frenada su racha. Tuvo que empezar de nuevo y así fue como llegó a los 1,415 debido a otra situación. En 1998 los Tecolotes fueron a cumplir con la serie que le tocaba en Villahermosa, ante los Ganaderos de Tabasco. Así llegó a la cifra ya mencionada, pero al terminar el compromiso varios jugadores, incluyendo al “Polvorita” Sánchez, se quedaron a dormir en la capital tabasqueña para el día siguiente volar hacia la capital en donde tenían serie contra los Tigres. Pero por esos días todavía se sufrían los estragos del volcán Chichonal que días antes había hecho erupción. Se suspendieron los vuelos porque todavía había ceniza en el espacio tabasqueño y con el ambiente oscuro, tuvieron que cerrar el aeropuerto. Ahí tiene usted como ese récord no pudo aumentar y se quedó en los 1,415 juegos consecutivos. Recordar que como apuntamos al principio todavía se mantiene y difícilmente lo puedan alcanzar ahora que los jugadores ya no tienen esa consistencia para mantenerse en el orden al bat tantos juegos consecutivos.
Entre los miles de marcas que se tienen registradas, esta es una de las que quizá nunca vaya a ser superada por todos los factores que se tienen que dar para cumplirla, principalmente en el tema de la salud. El 21 de abril de 1996 ya era suyo el récord cuando había superado lo hecho por Rolando Camarero, 1166 duelos al hilo.
| Los juegos de Polvorita durante la racha | Los juegos de Polvorita durante la racha |
| Temporada                                | Juegos disputados                        |
| ---------------------------------------- | ---------------------------------------- |
| 1987                                     | 108                                      |
| 1988                                     | 129                                      |
| 1989                                     | 132                                      |
| 1990                                     | 132                                      |
| 1991                                     | 121                                      |
| 1992                                     | 132                                      |
| 1993                                     | 132                                      |
| 1994                                     | 131                                      |
| 1995                                     | 116                                      |
| 1996                                     | 116                                      |
| 1997                                     | 122                                      |
| 1998                                     | 44                                       |
| Total                                    | 1,415                                    |

## Estadio

### Parque de Béisbol La Junta

#### Historia
En 1932 se formó el equipo de béisbol La Junta jugando en el parque México, que estaba ubicado en la calle Esperanza (ahora Maclovio Herrera) y la avenida Héroes, patrocinado por el gerente de la Junta Federal de Mejoras Materiales el Sr. Olivo Lara, quien después lo suplió Don Erasmo Flores. En el año de 1934 se inaugura el parque La Junta propiedad de la J.F.M.M., que se ubicó al lado oriente de la carretera Nuevo Laredo a Monterrey, y a la altura de donde se encuentra actualmente la Iglesia Catedral del Espíritu Santo.
El 23 de abril de 1935 en el Parque Deportivo La Junta se celebra por primera vez en México un juego nocturno. 6,300 aficionados asistieron al histórico desafío jugado bajo las candilejas del parque La Junta. Esa noche, Nuevo Laredo, Tamaulipas se convertiría en el primer lugar en todo México en efectuar un juego de béisbol bajo luz artificial. El equipo La Junta perdió este desafío de exhibición contra "Los Barbones de la Casa David" por 6 carreras contra 4.

En el año de 1942 se instala el parque La Junta en los patios de los F.F.C.C. en lo que ahora es la esquina de la calle Maclovio Herrera y la Avenida Jesús Carranza.

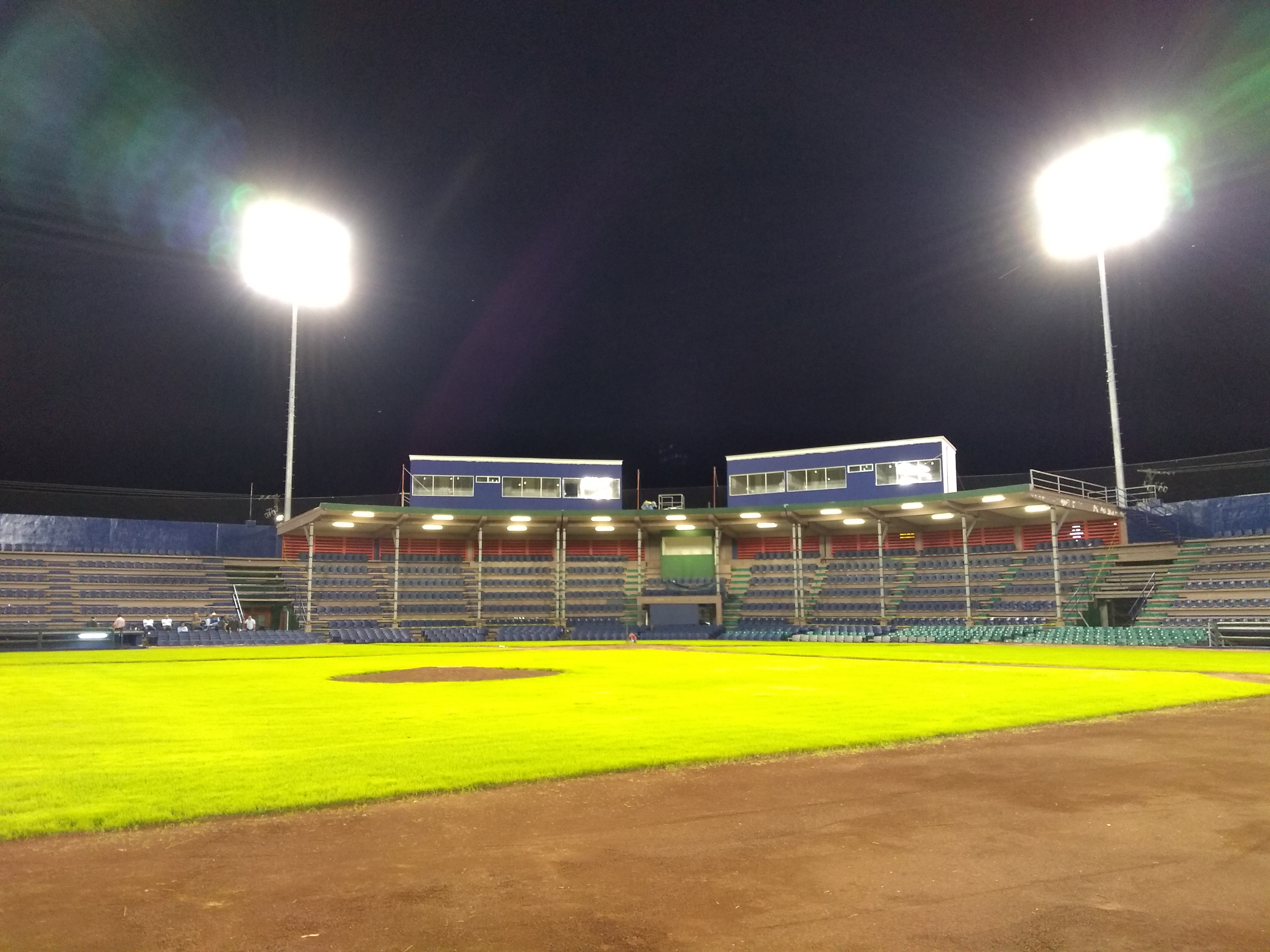
Parque de Béisbol La Junta.

#### Actualidad
El 3 de octubre de 1957 se inaugura el parque de béisbol La Junta que actualmente conocemos. Se ubica en los terrenos que ocupa la unidad deportiva Benito Pablo Juárez García.
Las grandes hazañas en la historia de los Tecolotes se han dado en este legendario nido. Actualmente cuenta con capacidad para 5,000 espectadores tras su remodelación en 2019. Cabe destacar que albergó el 5° Juego de Estrellas de LMB 1945.

### Uni-Trade Stadium

#### Historia
Se inauguró el 17 de mayo de 2012 y se ubica en el 6320 de Sinatra Parkway, en Laredo (78045 Texas). Desde 2012 hasta 2016 fue el campo del equipo profesional de béisbol Laredo Lemurs, que jugó en la liga independiente American Association. Este equipo fue campeón de liga en el 2015. Cabe destacar que el campeón de esta liga a partir de 2023 se instala en la Baseball Champions League Americas, un torneo anual de clubes donde también participan el campeón de la Liga Mexicana de Béisbol, el campeón de la Serie Nacional de Béisbol (Cuba) y el campeón de la Liga Profesional de Béisbol Colombiano.

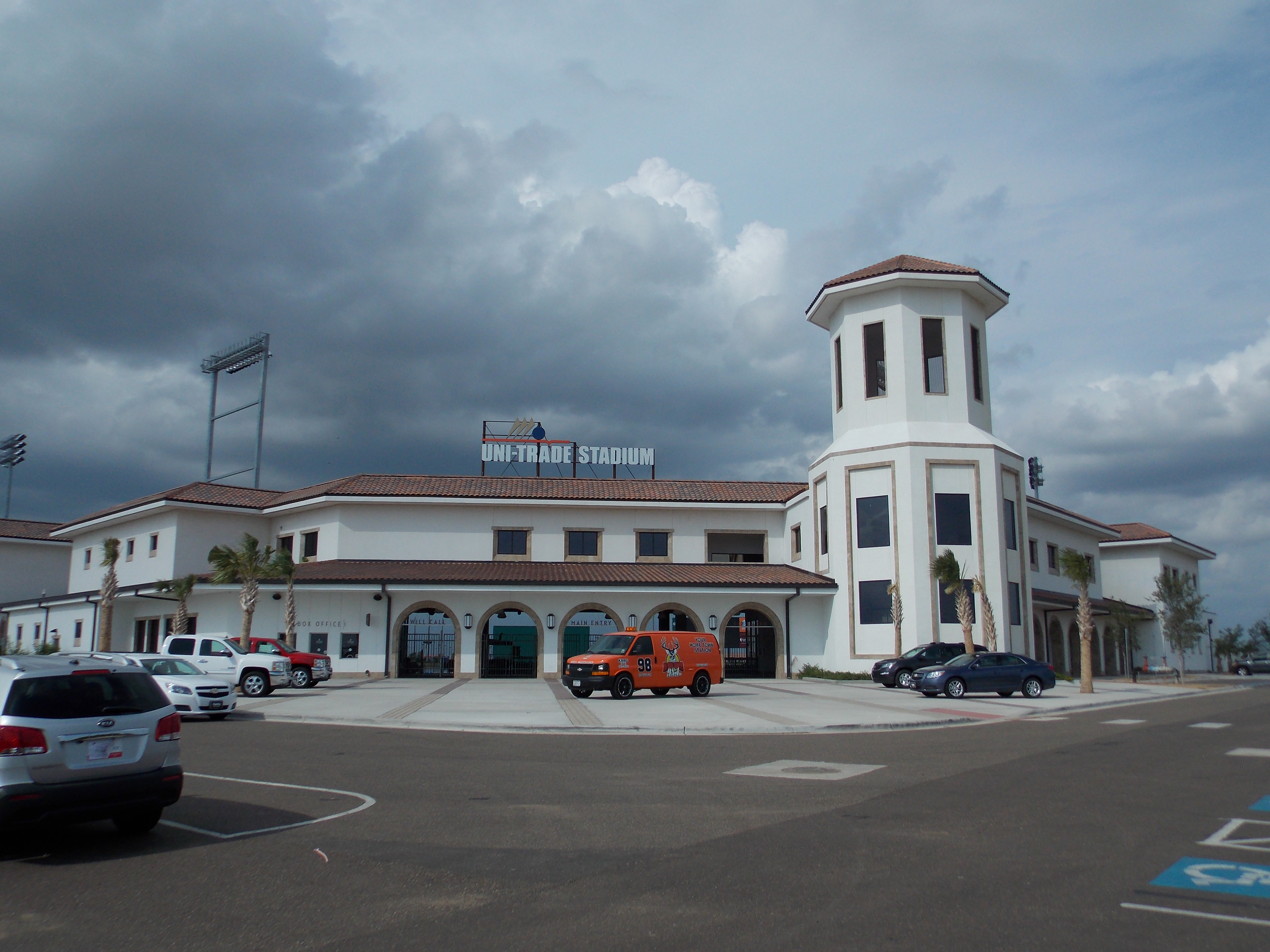
Uni-Trade Stadium.

#### Actualidad
Con el retorno de la franquicia en 2018, y el anuncio de que el club tendría como sede 2 ciudades se utilizó en un principio el Estadio Nuevo Laredo de Tamaulipas y el Uni-Trade Stadium de Laredo, Texas, con capacidades respectivamente de 7,000 y 6,000. Una vez remodelado el Parque de Béisbol La Junta se dio por terminada su estadía en el Estadio Nuevo Laredo. Actualmente juegan la mitad de los juegos de local en el Parque La Junta y en el Uni-Trade Stadium.

### Asistencias (2008-2024)
Asistencias Totales del Equipo desde 2008. Toma en cuenta el quinto y sexto periodo en la historia del equipo.
| Temporada | Total   | Total   | Aperturas | Promedio |
| --------- | ------- | ------- | --------- | -------- |
| 2008      | 178,098 | 178,098 | 55        | 3,238    |
| 2009      | 112,990 | 112,990 | 53        | 2,132    |
| 2010      | 65.602  | 65.602  | 47        | 1,396    |
| 2018      | 191,670 | 191,670 | 55        | 3,484    |
| 2019      | 220,110 | 220,110 | 60        | 3,669    |
| 2021      | 85,437  | 85,437  | 31        | 2,756    |
| 2022      | 178,813 | 178,813 | 44        | 4,064    |
| 2023      | 160,218 | 160,218 | 44        | 3,641    |
| 2024      | 176,267 | 176,267 | 47        | 3,750    |

### Juegos de Estrellas en los Dos Laredos
El 4 de julio de 1945 La Junta fue sede del quinto juego de estrellas de la LMB. El equipo de la Zona Sur derrotó a la Zona Norte 6 a 5 en 10 entradas. Ganó el pitcher Ramón Bragaña y el mánager Ernesto Carmona, mientras que perdió el pitcher Alberto Leal y el mánager Lázaro Salazar.
El 6 de junio de 1988 el West Martin Field fue sede del quincuagena primer juego de estrellas de la LMB. El equipo de la Zona Norte venció a la Zona Sur 8 a 0 en 9 entradas. Ganó el pitcher Ricardo Solís y el mánager José "Zacatillo" Guerrero, mientras que perdió el pitcher German Jiménez y el mánager Benjamín "Cananea" Reyes.
| Edición | Fecha      | Fecha | Ganó  | Ganó  | Perdió | Entradas | Resultado | Estadio           | Ciudad        |
| ------- | ---------- | ----- | ----- | ----- | ------ | -------- | --------- | ----------------- | ------------- |
| V       | 4 de julio | 1945  | Sur   | Sur   | Norte  | 10       | 6-5       | La Junta          | Nuevo Laredo  |
| LI      | 6 de junio | 1988  | Norte | Norte | Sur    | 9        | 8-0       | West Martin Field | Laredo, Texas |

### Convenciones del Béisbol Mexicano
En 1984 (XVl) y 1991 (XXlll) Nuevo Laredo ha sido sede de la convención anual del béisbol mexicano.

## Roster Actual

### Roster 2024
Actualizado al 11 de abril de 2024 previo al opening day de la Temporada LMB 2024.
| Tecolotes de los Dos Laredos Roster 2024 |    |                                    |                         |
| C U E R P O T É C N I C O                |    |                                    |                         |
| 'Mánager'                                | 14 | Bandera de la República Dominicana | Félix Fermín            |
| 'Coach de Pitcheo'                       | 15 | Bandera de Venezuela               | Guillermo Larreal       |
| 'Coach de Bullpen'                       | 56 | Bandera de México                  | Félix Tejeda            |
| 'Coach de Tercera'                       | 18 | Bandera de Venezuela               | David Davalillo         |
| 'Coach de Primera'                       | 47 | Bandera de Venezuela               | Endy Chávez             |
| 'Coach de Banca'                         | 17 | Bandera de México                  | Ricardo Cuevas          |
| 'Coach de Banca'                         | 87 | Bandera de la República Dominicana | Augusto Bautista        |
| Trainer                                  |    | Bandera de México                  | Joshimar Jiménez        |
| Preparador Físico                        |    | Bandera de Venezuela               | Edgar Pérez             |
| Batboy                                   | 78 | Bandera de México                  | Aarón Díaz              |
| Batboy                                   | 33 | Bandera de México                  | Ángel Robles            |
| Catcher Bullpen                          | 77 | Bandera de México                  | Eduardo Luna            |
| Sabermetrico                             |    | Bandera de Venezuela               | Ángel Cuevas            |
| Cronista Viajero                         |    | Bandera de México                  | Juan Alanis             |
| Operador Autobús                         |    | Bandera de México                  | Enrique Espinoza Arenas |
| Operador Autobús                         |    | Bandera de México                  | Antonio Marín           |
| J U G A D O R E S                        |    |                                    |                         |
| L A N Z A D O R E S                      |    |                                    |                         |
| Batea: D / Tira: D                       | 71 | Bandera de Estados Unidos          | Nathan Antone           |
| Batea: D / Tira: D                       | 32 | Bandera de México                  | Alejandro Barraza       |
| Batea: D / Tira: D                       | 13 | Bandera de Estados Unidos          | Sam Bordner             |
| Batea: D / Tira: D                       | 4  | Bandera de Estados Unidos          | Geoff Broussard         |
| Batea: D / Tira: D                       | 36 | Bandera de Panamá                  | Enrique Burgos          |
| Batea: Z / Tira: Z                       | 49 | Bandera de México                  | Oscar Gael Cuello       |
| Batea: D / Tira: D                       | 41 | Bandera de Venezuela               | Junior Guerra           |
| Batea: D / Tira: D                       | 54 | Bandera de Estados Unidos          | Tom Hackimer            |
| Batea: Z / Tira: Z                       | 38 | Bandera de Estados Unidos          | Donnie Hart             |
| Batea: D / Tira: D                       | 67 | Bandera de Venezuela               | Arnaldo Hernández       |
| Batea: Z / Tira: D                       | 5  | Bandera de Estados Unidos          | Drew Hutchison          |
| Batea: D / Tira: D                       | 29 | Bandera de Estados Unidos          | Keone Kela              |
| Batea: Z / Tira: Z                       | 89 | Bandera de Estados Unidos          | Ian Krol                |
| Batea: D / Tira: D                       | 61 | Bandera de Estados Unidos          | Kevin McCarthy          |
| Batea: Z / Tira: D                       | 81 | Bandera de Estados Unidos          | Robert Stock            |
| Batea: D / Tira: D                       | 98 | Bandera de la República Dominicana | Emilio Vargas           |
| Batea: Z / Tira: Z                       | 27 | Bandera de Estados Unidos          | Cameron Vieaux          |
| R E C E P T O R E S                      |    |                                    |                         |
| Batea: D / Tira: D                       | 37 | Bandera de Venezuela               | Francisco Arcia         |
| Batea: A / Tira: D                       | 44 | Bandera de Venezuela               | Héctor Sanchez          |
| J U G A D O R E S D E C U A D R O        |    |                                    |                         |
| Primera base - Batea: Z / Tira: D        | 35 | Bandera de Puerto Rico             | Kennys Vargas           |
| 'Segunda base - Batea: D / Tira: D       | 22 | Bandera de Venezuela               | Alí Castillo            |
| Parador en corto - Batea: A / Tira: D    | 8  | Bandera de Venezuela               | Freddy Galvis           |
| Parador en corto - Batea: D / Tira: D    | 23 | Bandera de Venezuela               | José Martínez           |
| Parador en corto - Batea: D / Tira: D    | 12 | Bandera de Estados Unidos          | Josh Rodríguez          |
| Tercera base - Batea''''': D / Tira: D   | 7  | Bandera de la República Dominicana | Yairo Muñoz             |
| J A R D I N E R O S                      |    |                                    |                         |
| Batea: Z / Tira: Z                       | 11 | Bandera de Estados Unidos          | Ryan Aguilar            |
| Batea: D / Tira: D                       | 2  | Bandera de Venezuela               | Yonathan Daza           |
| Batea: D / Tira: D                       | 99 | Bandera de Estados Unidos          | Cade Gotta              |
| Batea: D / Tira: D                       | 16 | Bandera de Estados Unidos          | Alonzo Harris           |
| Batea: Z / Tira: D                       | 65 | Bandera de Cuba                    | Yadiel Hernández        |
| Batea: Z / Tira: D                       | 3  | Bandera de Venezuela               | Danry Vásquez           |

 : Cuenta con la nacionalidad mexicana.
Según "Previa: La constelación de las Dos Naciones"estos serían los jugadores titulares del equipo:
| Tecolotes de los Dos Laredos 2024 |
| Orden al Bat                      |
| --------------------------------- |
| 1. Cade Gotta (LF)                |
| 2. Alí Castillo (2B)              |
| 3. Danry Vásquez (DH)             |
| 4. Kennys Vargas (1B)             |
| 5. Yadiel Hernández (CF)          |
| 6. Yonathan Daza (RF)             |
| 7. Freddy Galvis (SS)             |
| 8. Yairo Muñoz (3B)               |
| 9. Héctor Sánchez (C)             |
| Rotación                          |
| 1. Robert Stock PD                |
| 2. Nate Antone PD                 |
| 3. Emilio Vargas PD               |
| 4. Drew Hutchinson PD             |
| 5. Junior Guerra PD               |
| Cerrador                          |
| Geoff Broussard                   |